# Liste des membres du Parlement de Francfort
La liste comprend les membres du Parlement de Francfort. Le Parlement de Francfort, qui se réunit du 18 mai 1848 au 31 mai 1849 dans l'église Saint-Paul de Francfort, puis comme parlement croupion à Stuttgart jusqu'au 18 juin 1849, compte au total 808 membres.

## Liste des députés
| État                                                          | District                  | Circonscription                                       | Élu                                            | Parti | Parti             |
| ------------------------------------------------------------- | ------------------------- | ----------------------------------------------------- | ---------------------------------------------- | ----- | ----------------- |
| Royaume de Prusse (Prusse)                                    | Königsberg                | 01 (Memel)                                            | Johann August Muttray                          |       | Sans étiquette    |
| Royaume de Prusse (Prusse)                                    | Königsberg                | 01 (Memel)                                            | Leonhard Presting                              |       | Casino            |
| Royaume de Prusse (Prusse)                                    | Gumbinnen                 | 02 (Tilsit)                                           | Otto von Keyserling                            |       | Sans étiquette    |
| Royaume de Prusse (Prusse)                                    | Gumbinnen                 | 02 (Tilsit)                                           | Julius Gerlach                                 |       | Westendhall       |
| Royaume de Prusse (Prusse)                                    | Gumbinnen                 | 03 (Insterbourg)                                      | Heinrich von Schirmeister                      |       | Casino            |
| Royaume de Prusse (Prusse)                                    | Gumbinnen                 | 04 (Ragnit)                                           | Julius Albert Siehr                            |       | Casino            |
| Royaume de Prusse (Prusse)                                    | Gumbinnen                 | 05 (Gumbinnen)                                        | Gustav von Saltzwedel                          |       | Casino            |
| Royaume de Prusse (Prusse)                                    | Gumbinnen                 | 05 (Gumbinnen)                                        | Carl Gamradt                                   |       | Sans étiquette    |
| Royaume de Prusse (Prusse)                                    | Gumbinnen                 | 06 (Angerburg)                                        | Ernst Friedrich Fabian von Saucken-Tarputschen |       | Casino            |
| Royaume de Prusse (Prusse)                                    | Gumbinnen                 | 07 (Goldap)                                           | Carl Laudien                                   |       | Landsberg         |
| Royaume de Prusse (Prusse)                                    | Gumbinnen                 | 08 (Lyck)                                             | Anton von Wegnern                              |       | Café Milani       |
| Royaume de Prusse (Prusse)                                    | Gumbinnen                 | 09 (Ortelsbourg)                                      | Friedrich Wilhelm Schubert                     |       | Casino            |
| Royaume de Prusse (Prusse)                                    | Gumbinnen                 | 10 (Lötzen (de))                                      | Franz von Schleussing                          |       | Casino            |
| Royaume de Prusse (Prusse)                                    | Königsberg                | 11 (Neidenburg (de))                                  | Alexander von Lavergne-Peguilhen               |       | Casino            |
| Royaume de Prusse (Prusse)                                    | Königsberg                | 11 (Neidenburg (de))                                  | Alexander Küntzel                              |       | Casino            |
| Royaume de Prusse (Prusse)                                    | Königsberg                | 12 (Allenstein)                                       | Carl Ferdinand Johannes Hahn                   |       | Sans étiquette    |
| Royaume de Prusse (Prusse)                                    | Königsberg                | 13 (Wormditt)                                         | Carl Adolph Cornelius                          |       | Casino            |
| Royaume de Prusse (Prusse)                                    | Königsberg                | 14 (Preußisch Holland (de))                           | Otto Ungerbühler                               |       | Casino            |
| Royaume de Prusse (Prusse)                                    | Königsberg                | 14 (Preußisch Holland (de))                           | Wilhelm von Schrötter                          |       | Sans étiquette    |
| Royaume de Prusse (Prusse)                                    | Königsberg                | 15 (Heiligenbeil)                                     | Ludwig Wilhelm zu Dohna-Lauck                  |       | Sans étiquette    |
| Royaume de Prusse (Prusse)                                    | Königsberg                | 15 (Heiligenbeil)                                     | Willibald von Kalckstein                       |       | Casino            |
| Royaume de Prusse (Prusse)                                    | Königsberg                | 16 (Königsberg-Ville)                                 | Eduard von Simson                              |       | Casino            |
| Royaume de Prusse (Prusse)                                    | Königsberg                | 17 (Königsberg-Campagne)                              | Kurt von Bardeleben                            |       | Casino            |
| Royaume de Prusse (Prusse)                                    | Königsberg                | 17 (Königsberg-Campagne)                              | Wilhelm von Neitschütz                         |       | Sans étiquette    |
| Royaume de Prusse (Prusse)                                    | Königsberg                | 18 (Labiau)                                           | Mutius Aloys Ottow                             |       | Casino            |
| Royaume de Prusse (Prusse)                                    | Königsberg                | 19 (Friedland)                                        | Constantin Marcus                              |       | Landsberg         |
| Royaume de Prusse (Prusse)                                    | Marienwerder              | 20 (Deutsch-Krone)                                    | Carl Ernst Rudolf von Gersdorff                |       | Café Milani       |
| Royaume de Prusse (Prusse)                                    | Marienwerder              | 20 (Deutsch-Krone)                                    | Emil Wagner                                    |       | Sans étiquette    |
| Royaume de Prusse (Prusse)                                    | Marienwerder              | 21 (Schlochau)                                        | Friedrich Martiny                              |       | Donnersberg       |
| Royaume de Prusse (Prusse)                                    | Marienwerder              | 22 (Konitz (de))                                      | Heinrich Philipp Osterrath                     |       | Casino            |
| Royaume de Prusse (Prusse)                                    | Dantzig                   | 23 (Preußisch Stargard (de))                          | Georg Bernhard Simson                          |       | Casino            |
| Royaume de Prusse (Prusse)                                    | Marienwerder              | 24 (Thorn (de))                                       | Eduard Henning                                 |       | Casino            |
| Royaume de Prusse (Prusse)                                    | Marienwerder              | 24 (Thorn (de))                                       | Julius Theodor Engel                           |       | Casino            |
| Royaume de Prusse (Prusse)                                    | Marienwerder              | 25 (Marienwerder (de))                                | Heinrich Anz                                   |       | Landsberg         |
| Royaume de Prusse (Prusse)                                    | Marienwerder              | 26 (Rosenberg)                                        | Hans von Auerswald                             |       | Casino            |
| Royaume de Prusse (Prusse)                                    | Marienwerder              | 26 (Rosenberg)                                        | Robert Rothe                                   |       | Casino            |
| Royaume de Prusse (Prusse)                                    | Marienwerder              | 27 (Strasbourg (de)-Löbau-en-Prusse-Occidentale (de)) | Heinrich von Hennig                            |       | Casino            |
| Royaume de Prusse (Prusse)                                    | Dantzig                   | 28 (Neustadt (de))                                    | Anastasius Sedlag                              |       | Sans étiquette    |
| Royaume de Prusse (Prusse)                                    | Dantzig                   | 28 (Neustadt (de))                                    | Ludwig von Platen                              |       | Casino            |
| Royaume de Prusse (Prusse)                                    | Dantzig                   | 28 (Neustadt (de))                                    | Eduard von Borries                             |       | Casino            |
| Royaume de Prusse (Prusse)                                    | Dantzig                   | 29 (Dantzig (de))                                     | Heinrich Wilhelm Martens                       |       | Casino            |
| Royaume de Prusse (Prusse)                                    | Dantzig                   | 30 (Schöneck)                                         | Adolph Richter                                 |       | Casino            |
| Royaume de Prusse (Prusse)                                    | Dantzig                   | 31 (Elbing)                                           | Bernhard August Kähler                         |       | Sans étiquette    |
| Royaume de Prusse (Prusse)                                    | Dantzig                   | 31 (Elbing)                                           | Agathon Wernich                                |       | Casino            |
| Royaume de Prusse (Prusse)                                    | Dantzig                   | 32 (Marienbourg (de))                                 | Joseph Ambrosius Geritz                        |       | Sans étiquette    |
| Royaume de Prusse (Prusse)                                    | Dantzig                   | 32 (Marienbourg (de))                                 | Robert Plehn                                   |       | Sans étiquette    |
| Royaume de Prusse (Brandebourg)                               | Potsdam                   | 01 (Berlin-Altkölln)                                  | Wilhelm Adolf Schmidt                          |       | Württemberger Hof |
| Royaume de Prusse (Brandebourg)                               | Potsdam                   | 02 (Luisenstadt)                                      | Gottlob Teichert                               |       | Casino            |
| Royaume de Prusse (Brandebourg)                               | Potsdam                   | 03 (Berlin)                                           | Friedrich Stavenhagen                          |       | Casino            |
| Royaume de Prusse (Brandebourg)                               | Potsdam                   | 04 (Berlin)                                           | Friedrich von Raumer                           |       | Casino            |
| Royaume de Prusse (Brandebourg)                               | Potsdam                   | 04 (Berlin)                                           | Johann Jacoby                                  |       | Deutscher Hof     |
| Royaume de Prusse (Brandebourg)                               | Potsdam                   | 05 (Berlin-Georgenvorstadt)                           | Carl Nauwerck                                  |       | Deutscher Hof     |
| Royaume de Prusse (Brandebourg)                               | Potsdam                   | 06 (Berlin-Sophienvorstadt)                           | Moritz Veit                                    |       | Casino            |
| Royaume de Prusse (Brandebourg)                               | Potsdam                   | 07 (Perleberg)                                        | Carl Theodor Gans Edler Herr zu Putlitz        |       | Sans étiquette    |
| Royaume de Prusse (Brandebourg)                               | Potsdam                   | 07 (Perleberg)                                        | Wilhelm Otto Liebmann                          |       | Württemberger Hof |
| Royaume de Prusse (Brandebourg)                               | Potsdam                   | 08 (Ruppin (de))                                      | Adolf von Arnim-Boitzenburg                    |       | Café Milani       |
| Royaume de Prusse (Brandebourg)                               | Potsdam                   | 09 (Prenzlau)                                         | Adolf Heinrich von Arnim-Boitzenburg           |       | Sans étiquette    |
| Royaume de Prusse (Brandebourg)                               | Potsdam                   | 10 (Angermünde (de))                                  | Conrad von Rappard                             |       | Westendhall       |
| Royaume de Prusse (Brandebourg)                               | Potsdam                   | 11 (Freienwalde)                                      | Wilhelm Jordan                                 |       | Deutscher Hof     |
| Royaume de Prusse (Brandebourg)                               | Potsdam                   | 12 (Potsdam)                                          | Carl Rättig                                    |       | Sans étiquette    |
| Royaume de Prusse (Brandebourg)                               | Potsdam                   | 13 (Jüterbog)                                         | Heinrich Conrad Carl                           |       | Café Milani       |
| Royaume de Prusse (Brandebourg)                               | Potsdam                   | 13 (Jüterbog)                                         | Karl Friedrich von Selasinsky                  |       | Café Milani       |
| Royaume de Prusse (Brandebourg)                               | Potsdam                   | 14 (Brandebourg)                                      | Wilhelm Schrader                               |       | Casino            |
| Royaume de Prusse (Brandebourg)                               | Potsdam                   | 14 (Brandebourg)                                      | August Ludwig Hausmann                         |       | Westendhall       |
| Royaume de Prusse (Brandebourg)                               | Potsdam                   | 15 (Nauen)                                            | Wilhelm Adolf Lette                            |       | Casino            |
| Royaume de Prusse (Brandebourg)                               | Potsdam                   | 16 (Beeskow (de))                                     | Ferdinand Anderson                             |       | Westendhall       |
| Royaume de Prusse (Brandebourg)                               | Francfort                 | 17 (Francfort-sur-l'Oder)                             | Friedrich Ernst Scheller                       |       | Casino            |
| Royaume de Prusse (Brandebourg)                               | Francfort                 | 18 (Königsberg (de))                                  | Gustav Robert von Maltzahn                     |       | Casino            |
| Royaume de Prusse (Brandebourg)                               | Francfort                 | 18 (Königsberg (de))                                  | Johann Friedrich Carl Schröter                 |       | Sans étiquette    |
| Royaume de Prusse (Brandebourg)                               | Francfort                 | 19 (Soldin (de))                                      | August Emanuel Pfeiffer                        |       | Württemberger Hof |
| Royaume de Prusse (Brandebourg)                               | Francfort                 | 20 (Friedeberg)                                       | Georg Ludwig von Wedemeyer                     |       | Café Milani       |
| Royaume de Prusse (Brandebourg)                               | Francfort                 | 20 (Friedeberg)                                       | Eugen Friedrich Löper                          |       | Sans étiquette    |
| Royaume de Prusse (Brandebourg)                               | Francfort                 | 21 (Landsberg-sur-la-Warthe (de))                     | Carl Sellmer                                   |       | Landsberg         |
| Royaume de Prusse (Brandebourg)                               | Francfort                 | 22 (Zielenzig)                                        | Edmund Heinrich Wilhelm Tannen                 |       | Café Milani       |
| Royaume de Prusse (Brandebourg)                               | Francfort                 | 23 (Züllichau)                                        | Eduard Lieber                                  |       | Sans étiquette    |
| Royaume de Prusse (Brandebourg)                               | Francfort                 | 23 (Züllichau)                                        | Theodor von Brescius                           |       | Sans étiquette    |
| Royaume de Prusse (Brandebourg)                               | Francfort                 | 24 (Luckau (de))                                      | Eduard Zimmermannn                             |       | Donnersberg       |
| Royaume de Prusse (Brandebourg)                               | Francfort                 | 25 (Guben (de))                                       | Ernst Vogel                                    |       | Westendhall       |
| Royaume de Prusse (Brandebourg)                               | Francfort                 | 26 (Sorau (de))                                       | Bruno Adolph Sturm                             |       | Landsberg         |
| Royaume de Prusse (Brandebourg)                               | Francfort                 | 27 (Cottbus (de))                                     | Johann Gottlieb August Naumann                 |       | Café Milani       |
| Royaume de Prusse (Poméranie)                                 | Köslin                    | 01 (Lauenbourg)                                       | Werner von Selchow                             |       | Casino            |
| Royaume de Prusse (Poméranie)                                 | Köslin                    | 02 (Stolp)                                            | Hans Hugo Erdmann von Gottberg                 |       | Sans étiquette    |
| Royaume de Prusse (Poméranie)                                 | Köslin                    | 02 (Stolp)                                            | Gustav Heinrich Kratz                          |       | Casino            |
| Royaume de Prusse (Poméranie)                                 | Köslin                    | 03 (Schlawe (de))                                     | Maximilian von Schwerin-Putzar                 |       | Casino            |
| Royaume de Prusse (Poméranie)                                 | Köslin                    | 04 (Köslin (de))                                      | August Braun                                   |       | Casino            |
| Royaume de Prusse (Poméranie)                                 | Köslin                    | 05 (Bärwalde)                                         | Friedrich Roeder                               |       | Casino            |
| Royaume de Prusse (Poméranie)                                 | Köslin                    | 06 (Dramburg)                                         | Ferdinand Nemitz                               |       | Casino            |
| Royaume de Prusse (Poméranie)                                 | Köslin                    | 06 (Dramburg)                                         | Emil Rahm                                      |       | Sans étiquette    |
| Royaume de Prusse (Poméranie)                                 | Stettin                   | 07 (Greifenberg)                                      | Alexander von Wartensleben-Schwirsen           |       | Landsberg         |
| Royaume de Prusse (Poméranie)                                 | Stettin                   | 07 (Greifenberg)                                      | Otto von Keudell                               |       | Sans étiquette    |
| Royaume de Prusse (Poméranie)                                 | Stettin                   | 08 (Massow)                                           | Julius Jordan                                  |       | Casino            |
| Royaume de Prusse (Poméranie)                                 | Stettin                   | 09 (Stargard)                                         | Carl Freese                                    |       | Westendhall       |
| Royaume de Prusse (Poméranie)                                 | Stettin                   | 10 (Stettin-Ville)                                    | Wilhelm Albert Kosmann                         |       | Casino            |
| Royaume de Prusse (Poméranie)                                 | Stettin                   | 11 (Stettin-Campagne)                                 | Ludwig Giesebrecht                             |       | Casino            |
| Royaume de Prusse (Poméranie)                                 | Stettin                   | 12 (Anklam)                                           | August Wiebker                                 |       | Sans étiquette    |
| Royaume de Prusse (Poméranie)                                 | Stralsund                 | 13 (Wolgast)                                          | Conrad Matthies                                |       | Sans étiquette    |
| Royaume de Prusse (Poméranie)                                 | Stralsund                 | 13 (Wolgast)                                          | Georg Beseler                                  |       | Casino            |
| Royaume de Prusse (Poméranie)                                 | Stralsund                 | 14 (Grimmen)                                          | Gustav von Hagenow                             |       | Casino            |
| Royaume de Prusse (Poméranie)                                 | Stralsund                 | 14 (Grimmen)                                          | Conrad Matthies                                |       | Sans étiquette    |
| Royaume de Prusse (Poméranie)                                 | Stralsund                 | 15 (Stralsund)                                        | Gustav von Hagenow                             |       | Casino            |
| Royaume de Prusse (Posnanie)                                  | Bromberg                  | 01 (Inowrazlaw (de))                                  | Emil Alexander Wilhelm Senff                   |       | Sans étiquette    |
| Royaume de Prusse (Posnanie)                                  | Bromberg                  | 01 (Inowrazlaw (de))                                  | Ludwig Ehrlich                                 |       | Sans étiquette    |
| Royaume de Prusse (Posnanie)                                  | Bromberg                  | 02 (Schubin)                                          | Julius von Treskow                             |       | Café Milani       |
| Royaume de Prusse (Posnanie)                                  | Bromberg                  | 03 (Bromberg)                                         | Eduard Eckert                                  |       | Westendhall       |
| Royaume de Prusse (Posnanie)                                  | Bromberg                  | 04 (Wirsitz)                                          | Carl von Saenger                               |       | Casino            |
| Royaume de Prusse (Posnanie)                                  | Bromberg                  | 04 (Wirsitz)                                          | Franz Rudloff                                  |       | Sans étiquette    |
| Royaume de Prusse (Posnanie)                                  | Bromberg                  | 05 (Czarnikau)                                        | Gustav von der Goltz                           |       | Casino            |
| Royaume de Prusse (Posnanie)                                  | Bromberg                  | 06 (Fraustadt)                                        | Ernst Louis Otto Nerreter                      |       | Casino            |
| Royaume de Prusse (Posnanie)                                  | Posen                     | 07 (Wollstein)                                        | Jérôme von Schlotheim                          |       | Café Milani       |
| Royaume de Prusse (Posnanie)                                  | Posen                     | 07 (Wollstein)                                        | Carl Friedrich David Bandelow                  |       | Casino            |
| Royaume de Prusse (Posnanie)                                  | Posen                     | 08 (Zirke)                                            | Samuel Gottfried Kerst                         |       | Casino            |
| Royaume de Prusse (Posnanie)                                  | Posen                     | 09 (Posen)                                            | Ernst Viebig                                   |       | Casino            |
| Royaume de Prusse (Posnanie)                                  | Posen                     | 10 (Obornik (de))                                     | Heinrich von Brandt                            |       | Sans étiquette    |
| Royaume de Prusse (Posnanie)                                  | Posen                     | 10 (Obornik (de))                                     | Hermann Loew                                   |       | Landsberg         |
| Royaume de Prusse (Posnanie)                                  | Posen                     | 11 (Rawitsch-Krotoschin)                              | Adolph Goeden                                  |       | Sans étiquette    |
| Royaume de Prusse (Posnanie)                                  | Posen                     | 12 (Samter)                                           | Johannes Janiszewski                           |       | Sans étiquette    |
| Royaume de Prusse (Posnanie)                                  | Posen                     | 12 (Samter)                                           | Karol Libelt                                   |       | Donnersberg       |
| Royaume de Prusse (Posnanie)                                  | Posen                     | 12 (Samter)                                           | Johann Krzyzanowsky                            |       | Sans étiquette    |
| Royaume de Prusse (Silésie)                                   | Liegnitz                  | 01 (Lauban)                                           | Sigismund von Dallwitz                         |       | Casino            |
| Royaume de Prusse (Silésie)                                   | Liegnitz                  | 01 (Lauban)                                           | Julius Pinder                                  |       | Sans étiquette    |
| Royaume de Prusse (Silésie)                                   | Liegnitz                  | 02 (Görlitz)                                          | Alfred Schnieber                               |       | Sans étiquette    |
| Royaume de Prusse (Silésie)                                   | Liegnitz                  | 02 (Görlitz)                                          | Johann Trabert                                 |       | Deutscher Hof     |
| Royaume de Prusse (Silésie)                                   | Liegnitz                  | 03 (Muskau)                                           | Maximilian Karl Friedrich Wilhelm Grävell      |       | Casino            |
| Royaume de Prusse (Silésie)                                   | Liegnitz                  | 04 (Landeshut)                                        | Heinrich Schultze                              |       | Casino            |
| Royaume de Prusse (Silésie)                                   | Liegnitz                  | 05 (Löwenberg)                                        | Franz Schmidt                                  |       | Donnersberg       |
| Royaume de Prusse (Silésie)                                   | Liegnitz                  | 06 (Hirschberg)                                       | Friedrich Wilhelm Schlöffel                    |       | Deutscher Hof     |
| Royaume de Prusse (Silésie)                                   | Liegnitz                  | 07 (Bunzlau)                                          | Ernst Kunth                                    |       | Westendhall       |
| Royaume de Prusse (Silésie)                                   | Liegnitz                  | 08 (Jauer)                                            | Friedrich Anders                               |       | Sans étiquette    |
| Royaume de Prusse (Silésie)                                   | Liegnitz                  | 09 (Liegnitz)                                         | Johann Carl Christian Meyer                    |       | Donnersberg       |
| Royaume de Prusse (Silésie)                                   | Liegnitz                  | 10 (Sagan)                                            | Hermann Metzke                                 |       | Casino            |
| Royaume de Prusse (Silésie)                                   | Liegnitz                  | 11 (Glogau)                                           | Albert August von Unwerth                      |       | Casino            |
| Royaume de Prusse (Silésie)                                   | Liegnitz                  | 11 (Glogau)                                           | Heinrich Nöthig                                |       | Sans étiquette    |
| Royaume de Prusse (Silésie)                                   | Liegnitz                  | 12 (Grünberg)                                         | Carl Rödenbeck                                 |       | Sans étiquette    |
| Royaume de Prusse (Silésie)                                   | Liegnitz                  | 12 (Grünberg)                                         | Wilhelm Levysohn                               |       | Deutscher Hof     |
| Royaume de Prusse (Silésie)                                   | Breslau                   | 13 (Steinau)                                          | Max Simon                                      |       | Westendhall       |
| Royaume de Prusse (Silésie)                                   | Breslau                   | 14 (Trebnitz)                                         | Julius Wilhelm Oelsner                         |       | Sans étiquette    |
| Royaume de Prusse (Silésie)                                   | Breslau                   | 14 (Trebnitz)                                         | Albert Gladis                                  |       | Sans étiquette    |
| Royaume de Prusse (Silésie)                                   | Breslau                   | 15 (Militsch (de))                                    | Alexander Falk                                 |       | Westendhall       |
| Royaume de Prusse (Silésie)                                   | Breslau                   | 16 (Œls)                                              | Gustav Adolph Rösler                           |       | Deutscher Hof     |
| Royaume de Prusse (Silésie)                                   | Breslau                   | 17 (Brieg (de))                                       | Robert von der Goltz                           |       | Westendhall       |
| Royaume de Prusse (Silésie)                                   | Breslau                   | 18 (Ohlau)                                            | Julius Ambrosch                                |       | Casino            |
| Royaume de Prusse (Silésie)                                   | Breslau                   | 18 (Ohlau)                                            | Carl Arthur von Wrochem                        |       | Sans étiquette    |
| Royaume de Prusse (Silésie)                                   | Breslau                   | 19 (Nimptsch)                                         | Alexander Schneer                              |       | Casino            |
| Royaume de Prusse (Silésie)                                   | Breslau                   | 20 (Breslau)                                          | Carl Fuchs                                     |       | Casino            |
| Royaume de Prusse (Silésie)                                   | Breslau                   | 21 (Breslau)                                          | Arnold Ruge                                    |       | Donnersberg       |
| Royaume de Prusse (Silésie)                                   | Breslau                   | 21 (Breslau)                                          | Gustav von Amstetter                           |       | Sans étiquette    |
| Royaume de Prusse (Silésie)                                   | Breslau                   | 22 (Neumarkt)                                         | Gustav Adolf Harald Stenzel                    |       | Württemberger Hof |
| Royaume de Prusse (Silésie)                                   | Breslau                   | 22 (Neumarkt)                                         | Wilhelm Wolff                                  |       | Donnersberg       |
| Royaume de Prusse (Silésie)                                   | Breslau                   | 23 (Waldenburg)                                       | Eduard Vogel                                   |       | Deutscher Hof     |
| Royaume de Prusse (Silésie)                                   | Breslau                   | 23 (Waldenburg)                                       | August von Ende                                |       | Sans étiquette    |
| Royaume de Prusse (Silésie)                                   | Breslau                   | 24 (Schweidnitz)                                      | Johann Louis Tellkampf                         |       | Landsberg         |
| Royaume de Prusse (Silésie)                                   | Breslau                   | 25 (Frankenstein)                                     | Joseph Kutzen                                  |       | Café Milani       |
| Royaume de Prusse (Silésie)                                   | Breslau                   | 26 (Glatz)                                            | Hermann von Massow                             |       | Casino            |
| Royaume de Prusse (Silésie)                                   | Breslau                   | 27 (Habelschwerdt)                                    | Gustav Dittrich                                |       | Sans étiquette    |
| Royaume de Prusse (Silésie)                                   | Breslau                   | 27 (Habelschwerdt)                                    | Wilhelm Oertel                                 |       | Café Milani       |
| Royaume de Prusse (Silésie)                                   | Oppeln                    | 28 (Neisse (de))                                      | Franz Scholz                                   |       | Casino            |
| Royaume de Prusse (Silésie)                                   | Oppeln                    | 29 (Grottkau)                                         | Theodor Paur                                   |       | Westendhall       |
| Royaume de Prusse (Silésie)                                   | Oppeln                    | 30 (Oppeln (de))                                      | Melchior von Diepenbrock                       |       | Sans étiquette    |
| Royaume de Prusse (Silésie)                                   | Oppeln                    | 30 (Oppeln (de))                                      | Oskar von Reichenbach                          |       | Deutscher Hof     |
| Royaume de Prusse (Silésie)                                   | Oppeln                    | 31 (Rosenberg-en-Haute-Silésie)                       | Christian Minkus                               |       | Deutscher Hof     |
| Royaume de Prusse (Silésie)                                   | Oppeln                    | 32 (Groß Strehlitz (de))                              | Franz Benedict Suchan                          |       | Sans étiquette    |
| Royaume de Prusse (Silésie)                                   | Oppeln                    | 32 (Groß Strehlitz (de))                              | Johann Mandrella                               |       | Deutscher Hof     |
| Royaume de Prusse (Silésie)                                   | Oppeln                    | 33 (Beuthen)                                          | Alexander von Bally                            |       | Café Milani       |
| Royaume de Prusse (Silésie)                                   | Oppeln                    | 34 (Pless (de))                                       | Alfons von Boddien                             |       | Café Milani       |
| Royaume de Prusse (Silésie)                                   | Oppeln                    | 35 (Rybnik)                                           | Theodor Heimbrod                               |       | Casino            |
| Royaume de Prusse (Silésie)                                   | Oppeln                    | 36 (Ratibor (de))                                     | Felix von Lichnowsky                           |       | Casino            |
| Royaume de Prusse (Silésie)                                   | Oppeln                    | 36 (Ratibor (de))                                     | Joseph Carl Franz Xaver Heide                  |       | Sans étiquette    |
| Royaume de Prusse (Silésie)                                   | Oppeln                    | 36 (Ratibor (de))                                     | Cyprián Lelek                                  |       | Sans étiquette    |
| Royaume de Prusse (Silésie)                                   | Oppeln                    | 37 (Gleiwitz (de))                                    | Hermann Grubert                                |       | Donnersberg       |
| Royaume de Prusse (Silésie)                                   | Oppeln                    | 38 (Leobschütz (de))                                  | Anton Kahlert                                  |       | Pariser Hof       |
| Royaume de Prusse (Silésie)                                   | Oppeln                    | 39 (Neustadt-en-Haute-Silésie)                        | Robert Walter                                  |       | Casino            |
| Royaume de Prusse (Saxe)                                      | Magdebourg                | 01 (Halberstadt (de))                                 | Otto Plathner                                  |       | Casino            |
| Royaume de Prusse (Saxe)                                      | Magdebourg                | 02 (Aschersleben)                                     | Friedrich Heinrich Leonhard Albert             |       | Augsburger Hof    |
| Royaume de Prusse (Saxe)                                      | Magdebourg                | 03 (Neuhaldensleben)                                  | Friedrich Loew                                 |       | Casino            |
| Royaume de Prusse (Saxe)                                      | Magdebourg                | 04 (Wanzleben)                                        | Georg Gottfried Gervinus                       |       | Casino            |
| Royaume de Prusse (Saxe)                                      | Magdebourg                | 04 (Wanzleben)                                        | Carl Heinrich Adolph Köhler                    |       | Donnersberg       |
| Royaume de Prusse (Saxe)                                      | Magdebourg                | 05 (Magdebourg)                                       | Heinrich Simon                                 |       | Deutscher Hof     |
| Royaume de Prusse (Saxe)                                      | Magdebourg                | 06 (Jerichow (de))                                    | Carl Maximilian Grüel                          |       | Casino            |
| Royaume de Prusse (Saxe)                                      | Magdebourg                | 07 (Calbe-sur-la-Saale)                               | Wilhelm Loewe                                  |       | Deutscher Hof     |
| Royaume de Prusse (Saxe)                                      | Magdebourg                | 08 (Stendal)                                          | Wilhelm Wichmann                               |       | Casino            |
| Royaume de Prusse (Saxe)                                      | Magdebourg                | 09 (Salzwedel)                                        | Friedrich Gottfried Leue                       |       | Württemberger Hof |
| Royaume de Prusse (Saxe)                                      | Mersebourg                | 10 (Eisleben)                                         | Rudolf Haym                                    |       | Casino            |
| Royaume de Prusse (Saxe)                                      | Mersebourg                | 11 (Halle-sur-Saale)                                  | Maximilian Duncker                             |       | Casino            |
| Royaume de Prusse (Saxe)                                      | Mersebourg                | 12 (Sangerhausen (de))                                | Carl Gustav Schwetschke                        |       | Casino            |
| Royaume de Prusse (Saxe)                                      | Mersebourg                | 13 (Delitzsch)                                        | Carl Degenkolb                                 |       | Casino            |
| Royaume de Prusse (Saxe)                                      | Mersebourg                | 14 (Zeitz)                                            | Friedrich Pinckert                             |       | Casino            |
| Royaume de Prusse (Saxe)                                      | Mersebourg                | 15 (Mersebourg (de))                                  | Friedrich Ludwig Jahn                          |       | Casino            |
| Royaume de Prusse (Saxe)                                      | Mersebourg                | 16 (Naumbourg)                                        | August Reinstein                               |       | Donnersberg       |
| Royaume de Prusse (Saxe)                                      | Mersebourg                | 17 (Torgau)                                           | Carl Heinrich Wilhelm Schwarz                  |       | Casino            |
| Royaume de Prusse (Saxe)                                      | Mersebourg                | 18 (Schweinitz)                                       | Albert August Wilhelm Deetz                    |       | Café Milani       |
| Royaume de Prusse (Saxe)                                      | Erfurt                    | 19 (Erfurt)                                           | Gustav von Keller                              |       | Casino            |
| Royaume de Prusse (Saxe)                                      | Erfurt                    | 20 (Weißensee (de))                                   | Johann Friedrich Hahn                          |       | Sans étiquette    |
| Royaume de Prusse (Saxe)                                      | Erfurt                    | 20 (Weißensee (de))                                   | Robert Schick                                  |       | Casino            |
| Royaume de Prusse (Saxe)                                      | Erfurt                    | 21 (Muhlouse (de))                                    | Friedrich von Rönne                            |       | Sans étiquette    |
| Royaume de Prusse (Saxe)                                      | Erfurt                    | 22 (Nordhausen)                                       | Wilhelm Hoffbauer                              |       | Donnersberg       |
| Royaume de Prusse (Saxe)                                      | Erfurt                    | 23 (Heiligenstadt (de))                               | Heinrich Waldmann                              |       | Casino            |
| Royaume de Prusse (Westphalie)                                | Minden                    | 01 (Minden (de))                                      | August Ziegert                                 |       | Württemberger Hof |
| Royaume de Prusse (Westphalie)                                | Minden                    | 02 (Lübbecke (de))                                    | Carl Heinrich Ebmeier                          |       | Casino            |
| Royaume de Prusse (Westphalie)                                | Minden                    | 03 (Bielefeld (de))                                   | Carl Ludwig Schreiber                          |       | Casino            |
| Royaume de Prusse (Westphalie)                                | Minden                    | 03 (Bielefeld (de))                                   | Johann Stohlmann                               |       | Sans étiquette    |
| Royaume de Prusse (Westphalie)                                | Minden                    | 04 (Gütersloh)                                        | Eugen Bock                                     |       | Casino            |
| Royaume de Prusse (Westphalie)                                | Minden                    | 05 (Paderborn (de))                                   | Arnold Schlüter                                |       | Pariser Hof       |
| Royaume de Prusse (Westphalie)                                | Arnsberg                  | 06 (Brackel)                                          | Carl Versen                                    |       | Sans étiquette    |
| Royaume de Prusse (Westphalie)                                | Arnsberg                  | 07 (Rüthen)                                           | Joseph von Radowitz                            |       | Café Milani       |
| Royaume de Prusse (Westphalie)                                | Arnsberg                  | 08 (Meschede (de))                                    | Carl Johann Ludwig Dham                        |       | Württemberger Hof |
| Royaume de Prusse (Westphalie)                                | Arnsberg                  | 09 (Hilchenbach)                                      | Gustav Mevissen                                |       | Casino            |
| Royaume de Prusse (Westphalie)                                | Arnsberg                  | 10 (Attendorn)                                        | Friedrich Evertsbusch                          |       | Café Milani       |
| Royaume de Prusse (Westphalie)                                | Arnsberg                  | 11 (Werl)                                             | Carl Johann Ludwig Dham                        |       | Württemberger Hof |
| Royaume de Prusse (Westphalie)                                | Arnsberg                  | 12 (Iserlohn (de))                                    | Carl Wiethaus                                  |       | Sans étiquette    |
| Royaume de Prusse (Westphalie)                                | Arnsberg                  | 12 (Iserlohn (de))                                    | Carl Overweg                                   |       | Sans étiquette    |
| Royaume de Prusse (Westphalie)                                | Arnsberg                  | 13 (Hagen (de))                                       | Georg von Vincke                               |       | Café Milani       |
| Royaume de Prusse (Westphalie)                                | Arnsberg                  | 14 (Dortmund)                                         | Gustav Höfken                                  |       | Württemberger Hof |
| Royaume de Prusse (Westphalie)                                | Münster                   | 15 (Recklinghausen)                                   | Wilhelm Junkmann                               |       | Casino            |
| Royaume de Prusse (Westphalie)                                | Münster                   | 16 (Drensteinfurt)                                    | Eduard Schrakamp                               |       | Sans étiquette    |
| Royaume de Prusse (Westphalie)                                | Münster                   | 16 (Drensteinfurt)                                    | Albert von Hartmann                            |       | Casino            |
| Royaume de Prusse (Westphalie)                                | Münster                   | 17 (Borken (de))                                      | Hermann Wedewer                                |       | Sans étiquette    |
| Royaume de Prusse (Westphalie)                                | Münster                   | 17 (Borken (de))                                      | Justin von Linde                               |       | Sans étiquette    |
| Royaume de Prusse (Westphalie)                                | Münster                   | 18 (Nienborg)                                         | Paulus Melchers                                |       | Sans étiquette    |
| Royaume de Prusse (Westphalie)                                | Münster                   | 18 (Nienborg)                                         | Heinrich Förster                               |       | Sans étiquette    |
| Royaume de Prusse (Westphalie)                                | Münster                   | 18 (Nienborg)                                         | Franz Joseph von Buß                           |       | Café Milani       |
| Royaume de Prusse (Westphalie)                                | Münster                   | 19 (Lengerich)                                        | Wilhelm Emmanuel von Ketteler                  |       | Sans étiquette    |
| Royaume de Prusse (Westphalie)                                | Münster                   | 19 (Lengerich)                                        | Bernhard Thüssing                              |       | Deutscher Hof     |
| Royaume de Prusse (Westphalie)                                | Münster                   | 20 (Münster)                                          | Johann Georg Müller                            |       | Sans étiquette    |
| Royaume de Prusse (Westphalie)                                | Münster                   | 20 (Münster)                                          | Matthias Aulike                                |       | Sans étiquette    |
| Royaume de Prusse (Westphalie)                                | Münster                   | 20 (Münster)                                          | Joseph Brockhausen                             |       | Sans étiquette    |
| Royaume de Prusse (Rhénanie)                                  | Trèves                    | 01 (Schönecken)                                       | Christoph Becker                               |       | Württemberger Hof |
| Royaume de Prusse (Rhénanie)                                  | Trèves                    | 02 (Trèves)                                           | Ludwig Simon                                   |       | Deutscher Hof     |
| Royaume de Prusse (Rhénanie)                                  | Trèves                    | 03 (Merzig)                                           | Peter Dewes                                    |       | Donnersberg       |
| Royaume de Prusse (Rhénanie)                                  | Trèves                    | 03 (Merzig)                                           | Johann Peter Welter                            |       | Deutscher Hof     |
| Royaume de Prusse (Rhénanie)                                  | Trèves                    | 04 (Bernkastel)                                       | Friedrich Joseph Zell                          |       | Württemberger Hof |
| Royaume de Prusse (Rhénanie)                                  | Trèves                    | 05 (Sarrebruck)                                       | Ferdinand Dietzsch                             |       | Deutscher Hof     |
| Royaume de Prusse (Rhénanie)                                  | Trèves                    | 05 (Sarrebruck)                                       | Ludwig Heusner                                 |       | Deutscher Hof     |
| Royaume de Prusse (Rhénanie)                                  | Trèves                    | 06 (Saint-Wendel)                                     | Carl Philipp Cetto                             |       | Württemberger Hof |
| Royaume de Prusse (Rhénanie)                                  | Coblence                  | 07 (Wetzlar)                                          | Johannes Münch                                 |       | Landsberg         |
| Royaume de Prusse (Rhénanie)                                  | Coblence                  | 08 (Neuwied)                                          | Franz Peter Knoodt                             |       | Casino            |
| Royaume de Prusse (Rhénanie)                                  | Coblence                  | 08 (Neuwied)                                          | Lorenz Goetz                                   |       | Sans étiquette    |
| Royaume de Prusse (Rhénanie)                                  | Coblence                  | 09 (Mayen (de))                                       | Franz Bresgen                                  |       | Württemberger Hof |
| Royaume de Prusse (Rhénanie)                                  | Coblence                  | 10 (Kaisersesch)                                      | Johann Peter Joseph Werner                     |       | Württemberger Hof |
| Royaume de Prusse (Rhénanie)                                  | Coblence                  | 10 (Kaisersesch)                                      | Peter Weckbecker                               |       | Sans étiquette    |
| Royaume de Prusse (Rhénanie)                                  | Coblence                  | 11 (Simmern)                                          | Adolph Böcking                                 |       | Württemberger Hof |
| Royaume de Prusse (Rhénanie)                                  | Coblence                  | 12 (Kreuznach)                                        | Karl von Stedman                               |       | Augsburger Hof    |
| Royaume de Prusse (Rhénanie)                                  | Coblence                  | 13 (Coblence)                                         | Franz Adams der Ältere                         |       | Casino            |
| Royaume de Prusse (Rhénanie)                                  | Coblence                  | 13 (Coblence)                                         | Jacob Philipp Caspers                          |       | Westendhall       |
| Royaume de Prusse (Rhénanie)                                  | Cologne                   | 14 (Cologne)                                          | Franz Raveaux                                  |       | Deutscher Hof     |
| Royaume de Prusse (Rhénanie)                                  | Cologne                   | 15 (Deutz)                                            | Ignatz Bürgers                                 |       | Casino            |
| Royaume de Prusse (Rhénanie)                                  | Cologne                   | 16 (Bonn (de))                                        | Peter Franz Ignaz Deiters                      |       | Casino            |
| Royaume de Prusse (Rhénanie)                                  | Cologne                   | 17 (Lechenich)                                        | August Reichensperger                          |       | Casino            |
| Royaume de Prusse (Rhénanie)                                  | Cologne                   | 18 (Gummersbach (de))                                 | Friedrich Theodor Müller                       |       | Sans étiquette    |
| Royaume de Prusse (Rhénanie)                                  | Cologne                   | 18 (Gummersbach (de))                                 | Julius Wiethaus                                |       | Sans étiquette    |
| Royaume de Prusse (Rhénanie)                                  | Cologne                   | 19 (Siegburg)                                         | Gerhard Compes                                 |       | Württemberger Hof |
| Royaume de Prusse (Rhénanie)                                  | Cologne                   | 19 (Siegburg)                                         | Johann Joseph Heister                          |       | Casino            |
| Royaume de Prusse (Rhénanie)                                  | Cologne                   | 19 (Siegburg)                                         | Adolph Bermbach                                |       | Deutscher Hof     |
| Royaume de Prusse (Rhénanie)                                  | Aix-la-Chapelle           | 20 (Aix-la-Chapelle)                                  | Wilhelm Smets                                  |       | Sans étiquette    |
| Royaume de Prusse (Rhénanie)                                  | Aix-la-Chapelle           | 20 (Aix-la-Chapelle)                                  | Hermann Joseph Müller                          |       | Casino            |
| Royaume de Prusse (Rhénanie)                                  | Aix-la-Chapelle           | 21 (Rode-le-Duc)                                      | Carl von Breuning                              |       | Augsburger Hof    |
| Royaume de Prusse (Rhénanie)                                  | Aix-la-Chapelle           | 22 (Düren (de))                                       | Johann Wilhelm Joseph Braun                    |       | Pariser Hof       |
| Royaume de Prusse (Rhénanie)                                  | Aix-la-Chapelle           | 23 (Linnich)                                          | Franz Jakob Clemens                            |       | Württemberger Hof |
| Royaume de Prusse (Rhénanie)                                  | Aix-la-Chapelle           | 24 (Montjoie (de))                                    | Friedrich Bloemer                              |       | Sans étiquette    |
| Royaume de Prusse (Rhénanie)                                  | Düsseldorf                | 25 (Düsseldorf)                                       | Hugo Wesendonck                                |       | Deutscher Hof     |
| Royaume de Prusse (Rhénanie)                                  | Düsseldorf                | 26 (Elberfeld)                                        | Heinrich Carl Alexander Pagenstecher           |       | Casino            |
| Royaume de Prusse (Rhénanie)                                  | Düsseldorf                | 26 (Elberfeld)                                        | Carl Hermann Köster von Kösteritz              |       | Sans étiquette    |
| Royaume de Prusse (Rhénanie)                                  | Düsseldorf                | 27 (Lennep)                                           | Eduard Hülsmann                                |       | Café Milani       |
| Royaume de Prusse (Rhénanie)                                  | Düsseldorf                | 27 (Lennep)                                           | Wilhelm Leverkus                               |       | Casino            |
| Royaume de Prusse (Rhénanie)                                  | Düsseldorf                | 28 (Solingen)                                         | Ernst Moritz Arndt                             |       | Sans étiquette    |
| Royaume de Prusse (Rhénanie)                                  | Düsseldorf                | 29 (Essen)                                            | Jacob Grimm                                    |       | Casino            |
| Royaume de Prusse (Rhénanie)                                  | Düsseldorf                | 29 (Essen)                                            | Carl Schorn                                    |       | Württemberger Hof |
| Royaume de Prusse (Rhénanie)                                  | Düsseldorf                | 30 (Wesel)                                            | Eduard Marcks                                  |       | Casino            |
| Royaume de Prusse (Rhénanie)                                  | Düsseldorf                | 31 (Clèves)                                           | Heinrich Cornelius Scholten                    |       | Pariser Hof       |
| Royaume de Prusse (Rhénanie)                                  | Düsseldorf                | 32 (Gueldre (de))                                     | Eberhard von Mylius                            |       | Sans étiquette    |
| Royaume de Prusse (Rhénanie)                                  | Düsseldorf                | 32 (Gueldre (de))                                     | Ludwig Franz Houben                            |       | Sans étiquette    |
| Royaume de Prusse (Rhénanie)                                  | Düsseldorf                | 33 (Krefeld (de))                                     | Hermann von Beckerath                          |       | Casino            |
| Royaume de Prusse (Rhénanie)                                  | Düsseldorf                | 34 (Gladbach)                                         | Christian Widenmann                            |       | Württemberger Hof |
| Royaume de Prusse (Rhénanie)                                  | Düsseldorf                | 35 (Neuss)                                            | Franz Xaver Dieringer                          |       | Casino            |
| Empire d'Autriche (Autriche en dessous de l'Enns)             |                           | 01 (Vienne-Ville-intérieure)                          | Eugen Megerle von Mühlfeld                     |       | Café Milani       |
| Empire d'Autriche (Autriche en dessous de l'Enns)             |                           | 02 (Vienne-Leopoldstadt)                              | Ernst Schilling                                |       | Deutscher Hof     |
| Empire d'Autriche (Autriche en dessous de l'Enns)             |                           | 02 (Vienne-Leopoldstadt)                              | Johann Jacob Herz                              |       | Sans étiquette    |
| Empire d'Autriche (Autriche en dessous de l'Enns)             |                           | 03 (Landstraße)                                       | Franz Egger                                    |       | Café Milani       |
| Empire d'Autriche (Autriche en dessous de l'Enns)             |                           | 04 (Wieden)                                           | Franz Ferdinand von Mayer                      |       | Casino            |
| Empire d'Autriche (Autriche en dessous de l'Enns)             |                           | 04 (Wieden)                                           | Johann Perthaler                               |       | Sans étiquette    |
| Empire d'Autriche (Autriche en dessous de l'Enns)             |                           | 05 (Vienne-Neubau)                                    | Karl Moering                                   |       | Sans étiquette    |
| Empire d'Autriche (Autriche en dessous de l'Enns)             |                           | 06 (Vienne-Josephstadt)                               | Joseph von Würth                               |       | Casino            |
| Empire d'Autriche (Autriche en dessous de l'Enns)             |                           | 07 (Korneubourg)                                      | Carl Fügerl                                    |       | Sans étiquette    |
| Empire d'Autriche (Autriche en dessous de l'Enns)             |                           | 08 (Tulln an der Donau)                               | Anton von Schmerling                           |       | Casino            |
| Empire d'Autriche (Autriche en dessous de l'Enns)             |                           | 09 (Guntersdorf)                                      | Theodor von Karajan                            |       | Casino            |
| Empire d'Autriche (Autriche en dessous de l'Enns)             |                           | 09 (Guntersdorf)                                      | Heinrich Glax                                  |       | Sans étiquette    |
| Empire d'Autriche (Autriche en dessous de l'Enns)             |                           | 10 (Groß-Enzersdorf)                                  | Johann Jopp                                    |       | Donnersberg       |
| Empire d'Autriche (Autriche en dessous de l'Enns)             |                           | 11 (Feldsberg)                                        | Adolph Wiesner                                 |       | Deutscher Hof     |
| Empire d'Autriche (Autriche en dessous de l'Enns)             |                           | 12 (Retz)                                             | Ignatz Kaiser                                  |       | Augsburger Hof    |
| Empire d'Autriche (Autriche en dessous de l'Enns)             |                           | 13 (Waidhofen an der Thaya)                           | Wilhelm Beinhauer                              |       | Sans étiquette    |
| Empire d'Autriche (Autriche en dessous de l'Enns)             |                           | 13 (Waidhofen an der Thaya)                           | Moritz von Mayfeld                             |       | Württemberger Hof |
| Empire d'Autriche (Autriche en dessous de l'Enns)             |                           | 14 (Horn)                                             | Eduard Melly                                   |       | Westendhall       |
| Empire d'Autriche (Autriche en dessous de l'Enns)             |                           | 15 (Zwettl)                                           | Anton Riehl                                    |       | Westendhall       |
| Empire d'Autriche (Autriche en dessous de l'Enns)             |                           | 16 (Amstetten)                                        | Michael Gründlinger                            |       | Casino            |
| Empire d'Autriche (Autriche en dessous de l'Enns)             |                           | 16 (Amstetten)                                        | Joseph Lindner                                 |       | Sans étiquette    |
| Empire d'Autriche (Autriche en dessous de l'Enns)             |                           | 17 (Sankt Pölten)                                     | Franz Gutherz                                  |       | Sans étiquette    |
| Empire d'Autriche (Autriche en dessous de l'Enns)             |                           | 17 (Sankt Pölten)                                     | August Prinzinger                              |       | Westendhall       |
| Empire d'Autriche (Autriche en dessous de l'Enns)             |                           | 17 (Sankt Pölten)                                     | Guido Konrad Mosing                            |       | Nürnberger Hof    |
| Empire d'Autriche (Autriche en dessous de l'Enns)             |                           | 18 (Klosterneuburg)                                   | Franz Schuselka                                |       | Donnersberg       |
| Empire d'Autriche (Autriche en dessous de l'Enns)             |                           | 18 (Klosterneuburg)                                   | Karl Eduard Bauernschmid                       |       | Deutscher Hof     |
| Empire d'Autriche (Autriche en dessous de l'Enns)             |                           | 19 (Bruck an der Leitha)                              | Johann von Muck                                |       | Sans étiquette    |
| Empire d'Autriche (Autriche en dessous de l'Enns)             |                           | 19 (Bruck an der Leitha)                              | Valentin von Streffleur                        |       | Sans étiquette    |
| Empire d'Autriche (Autriche en dessous de l'Enns)             |                           | 20 (Baden)                                            | Joseph von Doblhoff-Dier                       |       | Casino            |
| Empire d'Autriche (Autriche en dessous de l'Enns)             |                           | 20 (Baden)                                            | Josef von Bauer                                |       | Sans étiquette    |
| Empire d'Autriche (Autriche en dessous de l'Enns)             |                           | 21 (Wiener Neustadt)                                  | Victor Franz von Andrian-Werburg               |       | Casino            |
| Empire d'Autriche (Autriche en dessous de l'Enns)             |                           | 22 (Neunkirchen)                                      | Ferdinand Staudenheim von Mühlhof              |       | Sans étiquette    |
| Empire d'Autriche (Autriche en dessous de l'Enns)             |                           | 22 (Neunkirchen)                                      | Alfred von Arneth                              |       | Augsburger Hof    |
| Empire d'Autriche (Autriche au-dessus de l'Enns et Salzbourg) |                           | 01 (Linz)                                             | Peter Kagerbauer                               |       | Sans étiquette    |
| Empire d'Autriche (Autriche au-dessus de l'Enns et Salzbourg) |                           | 02 (Neufelden)                                        | Franz Xaver Kohlparzer                         |       | Sans étiquette    |
| Empire d'Autriche (Autriche au-dessus de l'Enns et Salzbourg) |                           | 03 (Freistadt)                                        | Joseph Reisinger                               |       | Augsburger Hof    |
| Empire d'Autriche (Autriche au-dessus de l'Enns et Salzbourg) |                           | 04 (Neufelden)                                        | Joseph Weiß                                    |       | Sans étiquette    |
| Empire d'Autriche (Autriche au-dessus de l'Enns et Salzbourg) |                           | 05 (Steyr)                                            | Camillo Wagner                                 |       | Westendhall       |
| Empire d'Autriche (Autriche au-dessus de l'Enns et Salzbourg) |                           | 06 (Kirchdorf an der Krems)                           | Christoph Eduard Hayden von und zu Dorff       |       | Café Milani       |
| Empire d'Autriche (Autriche au-dessus de l'Enns et Salzbourg) |                           | 07 (Gmunden)                                          | Franz Reindl                                   |       | Café Milani       |
| Empire d'Autriche (Autriche au-dessus de l'Enns et Salzbourg) |                           | 08 (Enns)                                             | Georg Englmayr                                 |       | Sans étiquette    |
| Empire d'Autriche (Autriche au-dessus de l'Enns et Salzbourg) |                           | 09 (Eferding)                                         | Beda Piringer                                  |       | Pariser Hof       |
| Empire d'Autriche (Autriche au-dessus de l'Enns et Salzbourg) |                           | 10 (Wels)                                             | Johann Fritsch                                 |       | Casino            |
| Empire d'Autriche (Autriche au-dessus de l'Enns et Salzbourg) |                           | 11 (Vöcklabruck)                                      | Wilhelm Schiedermayer                          |       | Sans étiquette    |
| Empire d'Autriche (Autriche au-dessus de l'Enns et Salzbourg) |                           | 12 (Ried im Innkreis)                                 | Georg Achleitner                               |       | Westendhall       |
| Empire d'Autriche (Autriche au-dessus de l'Enns et Salzbourg) |                           | 13 (Schärding)                                        | Joseph Schmidt                                 |       | Sans étiquette    |
| Empire d'Autriche (Autriche au-dessus de l'Enns et Salzbourg) |                           | 14 (Mattighofen)                                      | Sebastian Pammer                               |       | Sans étiquette    |
| Empire d'Autriche (Autriche au-dessus de l'Enns et Salzbourg) |                           | 14 (Mattighofen)                                      | Friedrich Bergmüller                           |       | Sans étiquette    |
| Empire d'Autriche (Autriche au-dessus de l'Enns et Salzbourg) |                           | 15 (Salzbourg)                                        | Ignaz von Kürsinger                            |       | Sans étiquette    |
| Empire d'Autriche (Autriche au-dessus de l'Enns et Salzbourg) |                           | 16 (Werfen)                                           | Carl von Kürsinger                             |       | Sans étiquette    |
| Empire d'Autriche (Autriche au-dessus de l'Enns et Salzbourg) |                           | 17 (Zell am See)                                      | Franz Peitler                                  |       | Sans étiquette    |
| Empire d'Autriche (Autriche au-dessus de l'Enns et Salzbourg) |                           | 17 (Zell am See)                                      | Matthäus Lienbacher                            |       | Casino            |
| Empire d'Autriche (Carinthie)                                 |                           | 01 (Klagenfurt)                                       | Johann Stieger                                 |       | Sans étiquette    |
| Empire d'Autriche (Carinthie)                                 |                           | 01 (Klagenfurt)                                       | Joseph Löschnigg                               |       | Sans étiquette    |
| Empire d'Autriche (Carinthie)                                 |                           | 02 (Sankt Veit an der Glan)                           | Franz von Knapitsch                            |       | Sans étiquette    |
| Empire d'Autriche (Carinthie)                                 |                           | 02 (Sankt Veit an der Glan)                           | Johann Jacob Scheließnigg                      |       | Sans étiquette    |
| Empire d'Autriche (Carinthie)                                 |                           | 02 (Sankt Veit an der Glan)                           | Peter Kanitsch                                 |       | Sans étiquette    |
| Empire d'Autriche (Carinthie)                                 |                           | 03 (Sankt Andrä)                                      | Maximilian Joseph Gritzner                     |       | Donnersberg       |
| Empire d'Autriche (Carinthie)                                 |                           | 04 (Villach)                                          | Andreas von Buzzi                              |       | Sans étiquette    |
| Empire d'Autriche (Carinthie)                                 |                           | 04 (Villach)                                          | Gustav August von Aichelburg                   |       | Sans étiquette    |
| Empire d'Autriche (Carinthie)                                 |                           | 05 (Spittal an der Drau)                              | Jacob Aicher von Aichenegg                     |       | Sans étiquette    |
| Empire d'Autriche (Carinthie)                                 |                           | 05 (Spittal an der Drau)                              | Joseph Benedict                                |       | Sans étiquette    |
| Empire d'Autriche (Carniole)                                  |                           | 01 (Laibach)                                          | Anton Alexander von Auersberg                  |       | Sans étiquette    |
| Empire d'Autriche (Carniole)                                  |                           | 02 (Adelsberg)                                        | Carl Ritter von Gold                           |       | Sans étiquette    |
| Empire d'Autriche (Carniole)                                  |                           | 03 (Neustadtl)                                        | Anton Laschan                                  |       | Sans étiquette    |
| Empire d'Autriche (Carniole)                                  |                           | 04 (Gottschee)                                        | Vincenz Schrott                                |       | Café Milani       |
| Empire d'Autriche (Styrie)                                    |                           | 01 (Graz)                                             | Franz Kalchegger von Kalchberg                 |       | Sans étiquette    |
| Empire d'Autriche (Styrie)                                    |                           | 01 (Graz)                                             | Josef Potpeschnigg                             |       | Casino            |
| Empire d'Autriche (Styrie)                                    |                           | 01 (Graz)                                             | Moritz Kaiserfeld von Blagatinschegg           |       | Sans étiquette    |
| Empire d'Autriche (Styrie)                                    |                           | 02 (Graz-Umgebung)                                    | Franz Xaver Hlubek                             |       | Sans étiquette    |
| Empire d'Autriche (Styrie)                                    |                           | 02 (Graz-Umgebung)                                    | Franz Seraphim Archer                          |       | Westendhall       |
| Empire d'Autriche (Styrie)                                    |                           | 03 (Feldbach)                                         | Ignatz Neubauer                                |       | Café Milani       |
| Empire d'Autriche (Styrie)                                    |                           | 04 (Hartberg)                                         | Joseph Knarr                                   |       | Sans étiquette    |
| Empire d'Autriche (Styrie)                                    |                           | 05 (Weiz)                                             | Gustav Franz Xaver von Schreiner               |       | Württemberger Hof |
| Empire d'Autriche (Styrie)                                    |                           | 06 (Wildon)                                           | Moritz von Franck                              |       | Sans étiquette    |
| Empire d'Autriche (Styrie)                                    |                           | 06 (Wildon)                                           | Johann Wolf                                    |       | Sans étiquette    |
| Empire d'Autriche (Styrie)                                    |                           | 06 (Wildon)                                           | Johann Riedl                                   |       | Sans étiquette    |
| Empire d'Autriche (Styrie)                                    |                           | 07 (Marburg an der Drau)                              | Georg Mally                                    |       | Sans étiquette    |
| Empire d'Autriche (Styrie)                                    |                           | 09 (Gleinstätten)                                     | Guido Pattai                                   |       | Deutscher Hof     |
| Empire d'Autriche (Styrie)                                    |                           | 10 (Gonobitz)                                         | Cajetan Bouvier                                |       | Sans étiquette    |
| Empire d'Autriche (Styrie)                                    |                           | 10 (Gonobitz)                                         | Carl von Formacher                             |       | Sans étiquette    |
| Empire d'Autriche (Styrie)                                    |                           | 11 (Lichtenwald)                                      | Titus Mareck                                   |       | Deutscher Hof     |
| Empire d'Autriche (Styrie)                                    |                           | 12 (Kindberg)                                         | Karl von Stremayr                              |       | Württemberger Hof |
| Empire d'Autriche (Styrie)                                    |                           | 13 (Cilli)                                            | Hermann Mulley                                 |       | Sans étiquette    |
| Empire d'Autriche (Styrie)                                    |                           | 14 (Leoben)                                           | Carl von Scheuchenstuel                        |       | Sans étiquette    |
| Empire d'Autriche (Styrie)                                    |                           | 14 (Leoben)                                           | Carl Vincenz Anderat Peintinger                |       | Sans étiquette    |
| Empire d'Autriche (Styrie)                                    |                           | 14 (Leoben)                                           | Eduard Quesar                                  |       | Sans étiquette    |
| Empire d'Autriche (Styrie)                                    |                           | 15 (Liezen)                                           | Franz Edlauer                                  |       | Sans étiquette    |
| Empire d'Autriche (Styrie)                                    |                           | 16 (Judenburg)                                        | Franz Eymuth                                   |       | Sans étiquette    |
| Empire d'Autriche (Styrie)                                    |                           | 16 (Judenburg)                                        | Heinrich Perisutti                             |       | Casino            |
| Empire d'Autriche (Styrie)                                    |                           | 16 (Judenburg)                                        | Johann Hillebrand                              |       | Sans étiquette    |
| Empire d'Autriche (Tyrol et Vorarlberg)                       | Oberinntal (de)           | 01 (Landeck)                                          | Alois Flir                                     |       | Sans étiquette    |
| Empire d'Autriche (Tyrol et Vorarlberg)                       | Oberinntal (de)           | 01 (Landeck)                                          | Bernhard Mazegger                              |       | Sans étiquette    |
| Empire d'Autriche (Tyrol et Vorarlberg)                       | Oberinntal (de)           | 02 (Silz)                                             | Johann Kerer                                   |       | Pariser Hof       |
| Empire d'Autriche (Tyrol et Vorarlberg)                       | Unterinntal               | 01 (Innsbruck)                                        | Johannes Schuler                               |       | Casino            |
| Empire d'Autriche (Tyrol et Vorarlberg)                       | Unterinntal               | 02 (Schwaz)                                           | Andreas von Gredler                            |       | Sans étiquette    |
| Empire d'Autriche (Tyrol et Vorarlberg)                       | Unterinntal               | 03 (Rattenberg)                                       | Alois Schmidt                                  |       | Sans étiquette    |
| Empire d'Autriche (Tyrol et Vorarlberg)                       | Unterinntal               | 03 (Rattenberg)                                       | Peter Erasmus Gspan                            |       | Sans étiquette    |
| Empire d'Autriche (Tyrol et Vorarlberg)                       | Vorarlberg                | 01 (Brégence)                                         | Joseph Feßler                                  |       | Sans étiquette    |
| Empire d'Autriche (Tyrol et Vorarlberg)                       | Vorarlberg                | 01 (Brégence)                                         | Jodocus Stülz                                  |       | Pariser Hof       |
| Empire d'Autriche (Tyrol et Vorarlberg)                       | Vorarlberg                | 02 (Feldkirch)                                        | Anton Vonbun                                   |       | Sans étiquette    |
| Empire d'Autriche (Tyrol et Vorarlberg)                       | Pustertal et sur l'Eisack | 01 (Bruneck)                                          | Anton Petzer                                   |       | Sans étiquette    |
| Empire d'Autriche (Tyrol et Vorarlberg)                       | Pustertal et sur l'Eisack | 02 (Lienz)                                            | Johann Haßlwanter                              |       | Sans étiquette    |
| Empire d'Autriche (Tyrol et Vorarlberg)                       | sur l'Etsch               | 01 (Bozen)                                            | Franz von Unterrichter                         |       | Württemberger Hof |
| Empire d'Autriche (Tyrol et Vorarlberg)                       | sur l'Etsch               | 02 (Meran)                                            | Beda Weber                                     |       | Sans étiquette    |
| Empire d'Autriche (Tyrol et Vorarlberg)                       | Trente                    | 01 (Trente)                                           | Giuseppe Festi                                 |       | Sans étiquette    |
| Empire d'Autriche (Tyrol et Vorarlberg)                       | Trente                    | 02 (Levico)                                           | Gedeone Vettorazzi                             |       | Deutscher Hof     |
| Empire d'Autriche (Tyrol et Vorarlberg)                       | Trente                    | 03 (Cles)                                             | Sisinio de Pretis                              |       | Augsburger Hof    |
| Empire d'Autriche (Tyrol et Vorarlberg)                       | Trente                    | 04 (Mezzolombardo)                                    | Giovanni de Pretis                             |       | Sans étiquette    |
| Empire d'Autriche (Tyrol et Vorarlberg)                       | Trente                    | 04 (Mezzolombardo)                                    | Carl Esterle                                   |       | Deutscher Hof     |
| Empire d'Autriche (Tyrol et Vorarlberg)                       | Rovereto                  | 01 (Rovereto)                                         | Giovanni a Prato                               |       | Deutscher Hof     |
| Empire d'Autriche (Tyrol et Vorarlberg)                       | Rovereto                  | 02 (Riva)                                             | Giovanni a Prato                               |       | Sans étiquette    |
| Empire d'Autriche (Littoral autrichien)                       |                           | 01 (Trieste-Ville)                                    | Karl Ludwig von Bruck                          |       | Café Milani       |
| Empire d'Autriche (Littoral autrichien)                       |                           | 01 (Trieste-Ville)                                    | Friedrich Moritz Burger                        |       | Sans étiquette    |
| Empire d'Autriche (Littoral autrichien)                       |                           | 02 (Trieste-Campagne)                                 | Gabriel Jenny                                  |       | Sans étiquette    |
| Empire d'Autriche (Littoral autrichien)                       |                           | 03 (Görz)                                             | Johann Baptist Stein                           |       | Sans étiquette    |
| Empire d'Autriche (Littoral autrichien)                       |                           | 03 (Görz)                                             | Michael von Coronini-Cronberg                  |       | Sans étiquette    |
| Empire d'Autriche (Bohême)                                    | Saaz                      | 01 (Saaz)                                             | Emil Franz Rößler                              |       | Württemberger Hof |
| Empire d'Autriche (Bohême)                                    | Saaz                      | 02 (Komotau)                                          | Franz Makowiczka                               |       | Württemberger Hof |
| Empire d'Autriche (Bohême)                                    | Leitmeritz                | 01 (Leitmeritz)                                       | Moritz Hartmann                                |       | Donnersberg       |
| Empire d'Autriche (Bohême)                                    | Leitmeritz                | 02 (Böhmisch Kamnitz)                                 | Ludwig Renger                                  |       | Augsburger Hof    |
| Empire d'Autriche (Bohême)                                    | Leitmeritz                | 03 (Böhmisch Leipa)                                   | Heinrich Reitter                               |       | Westendhall       |
| Empire d'Autriche (Bohême)                                    | Leitmeritz                | 04 (Rumburg)                                          | Franz Rapp                                     |       | Augsburger Hof    |
| Empire d'Autriche (Bohême)                                    | Leitmeritz                | 05 (Teplitz)                                          | Ignaz Kuranda                                  |       | Sans étiquette    |
| Empire d'Autriche (Bohême)                                    | Leitmeritz                | 05 (Teplitz)                                          | Franz Hedrich                                  |       | Donnersberg       |
| Empire d'Autriche (Bohême)                                    | Leitmeritz                | 06 (Tetschen)                                         | Johann Ludwig Jordan                           |       | Sans étiquette    |
| Empire d'Autriche (Bohême)                                    | Leitmeritz                | 06 (Tetschen)                                         | Eduard Strache                                 |       | Sans étiquette    |
| Empire d'Autriche (Bohême)                                    | Hohenelbe                 | 01 (Hohenelbe)                                        | Friedrich von Deym                             |       | Casino            |
| Empire d'Autriche (Bohême)                                    | Elbogen                   | 01 (Elbogen)                                          | Heinrich Laube                                 |       | Württemberger Hof |
| Empire d'Autriche (Bohême)                                    | Elbogen                   | 02 (Buchau)                                           | Heinrich Neugebauer                            |       | Württemberger Hof |
| Empire d'Autriche (Bohême)                                    | Elbogen                   | 03 (Egra)                                             | Franz Philipp von Sommarugar                   |       | Casino            |
| Empire d'Autriche (Bohême)                                    | Pilsen                    | 01 (Pilsen)                                           | Franz Gerstner                                 |       | Sans étiquette    |
| Empire d'Autriche (Bohême)                                    | Pilsen                    | 02 (Mies)                                             | Anton Rassl                                    |       | Sans étiquette    |
| Empire d'Autriche (Bohême)                                    | Pilsen                    | 03 (Plan)                                             | Carl Zimmer                                    |       | Sans étiquette    |
| Empire d'Autriche (Bohême)                                    | Bunzlau                   | 01 (Bunzlau)                                          | Carl Czörnig                                   |       | Café Milani       |
| Empire d'Autriche (Bohême)                                    | Bunzlau                   | 02 (Gablonz)                                          | Wilhelm Herzig                                 |       | Sans étiquette    |
| Empire d'Autriche (Bohême)                                    | Bunzlau                   | 02 (Gablonz)                                          | Carl Joseph Kreutzberg                         |       | Sans étiquette    |
| Empire d'Autriche (Bohême)                                    | Bunzlau                   | 03 (Niemes)                                           | Gustav Groß                                    |       | Württemberger Hof |
| Empire d'Autriche (Bohême)                                    | Bunzlau                   | 04 (Reichenberg)                                      | Joseph Winiwarter                              |       | Sans étiquette    |
| Empire d'Autriche (Bohême)                                    | Bunzlau                   | 04 (Reichenberg)                                      | Franz Möller                                   |       | Württemberger Hof |
| Empire d'Autriche (Bohême)                                    | Klattau                   | 01 (Carlsbad)                                         | Johann Georg Neumann                           |       | Sans étiquette    |
| Empire d'Autriche (Bohême)                                    | Klattau                   | 02 (Bischofteinitz)                                   | Joseph Rank                                    |       | Deutscher Hof     |
| Empire d'Autriche (Bohême)                                    | Budweis                   | 01 (Krumau)                                           | Franz Stark                                    |       | Sans étiquette    |
| Empire d'Autriche (Bohême)                                    | Budweis                   | 02 (Kaplitz)                                          | Wilhelm Huber                                  |       | Westendhall       |
| Empire d'Autriche (Moravie)                                   | Olmütz                    | 01 (Olmütz)                                           | Carl Giskra                                    |       | Württemberger Hof |
| Empire d'Autriche (Moravie)                                   | Olmütz                    | 01 (Olmütz)                                           | Johann Nepomuk Berger                          |       | Donnersberg       |
| Empire d'Autriche (Moravie)                                   | Olmütz                    | 01 (Olmütz)                                           | Andreas Jeitteles                              |       | Sans étiquette    |
| Empire d'Autriche (Moravie)                                   | Olmütz                    | 01 (Olmütz)                                           | Balthasar Szabel                               |       | Sans étiquette    |
| Empire d'Autriche (Moravie)                                   | Olmütz                    | 02 (Müglitz)                                          | Joseph Schneider                               |       | Württemberger Hof |
| Empire d'Autriche (Moravie)                                   | Olmütz                    | 03 (Sternberg)                                        | Ludwig Höchsmann                               |       | Casino            |
| Empire d'Autriche (Moravie)                                   | Prerau                    | 01 (Leipnik)                                          | Vincenz Maly                                   |       | Sans étiquette    |
| Empire d'Autriche (Moravie)                                   | Prerau                    | 02 (Neutitschein)                                     | Franz Kleinpeter                               |       | Sans étiquette    |
| Empire d'Autriche (Moravie)                                   | Prerau                    | 03 (Weisskirchen)                                     | Anton Schmidt                                  |       | Sans étiquette    |
| Empire d'Autriche (Moravie)                                   | Prerau                    | 03 (Weisskirchen)                                     | Carl Polatzek                                  |       | Sans étiquette    |
| Empire d'Autriche (Moravie)                                   | Brünn                     | 01 (Brünn)                                            | Leopold von Neuwall                            |       | Württemberger Hof |
| Empire d'Autriche (Moravie)                                   | Brünn                     | 02 (Auspitz)                                          | Leopold Kreybig                                |       | Sans étiquette    |
| Empire d'Autriche (Moravie)                                   | Brünn                     | 03 (Pohrlitz)                                         | August Kromp                                   |       | Sans étiquette    |
| Empire d'Autriche (Moravie)                                   | Brünn                     | 03 (Pohrlitz)                                         | Christian d' Elvert                            |       | Sans étiquette    |
| Empire d'Autriche (Moravie)                                   | Brünn                     | 04 (Tischnowitz)                                      | Theodor Schindler                              |       | Sans étiquette    |
| Empire d'Autriche (Moravie)                                   | Brünn                     | 04 (Tischnowitz)                                      | Theodor Schindler                              |       | Donnersberg       |
| Empire d'Autriche (Moravie)                                   | Znaïm                     | 01 (Znaïm)                                            | Anton Hübner                                   |       | Württemberger Hof |
| Empire d'Autriche (Moravie)                                   | Znaïm                     | 01 (Znaïm)                                            | Eduard Ulrich                                  |       | Westendhall       |
| Empire d'Autriche (Moravie)                                   | Znaïm                     | 02 (Znaïm)                                            | Andreas Riegler                                |       | Sans étiquette    |
| Empire d'Autriche (Moravie)                                   | Znaïm                     | 03 (Kromau)                                           | Wenzel Raush                                   |       | Deutscher Hof     |
| Empire d'Autriche (Moravie)                                   | Iglau                     | 01 (Iglau)                                            | Johann Tomaschek                               |       | Sans étiquette    |
| Empire d'Autriche (Moravie)                                   | Ungarisch Brod            | 01 (Ungarisch Brod)                                   | Wilhelm Schweidler                             |       | Sans étiquette    |
| Empire d'Autriche (Moravie)                                   | Ungarisch Brod            | 01 (Ungarisch Brod)                                   | Ignatz Wessely                                 |       | Sans étiquette    |
| Empire d'Autriche (Moravie)                                   | Ungarisch Hradisch        | 01 (Ungarisch Hradisch)                               | Carl Beidtel                                   |       | Sans étiquette    |
| Empire d'Autriche (Silésie autrichienne)                      | Teschen                   | 01 (Teschen)                                          | Josef Kalchegger von Kalchberg                 |       | Sans étiquette    |
| Empire d'Autriche (Silésie autrichienne)                      | Teschen                   | 01 (Teschen)                                          | Johann Demel                                   |       | Deutscher Hof     |
| Empire d'Autriche (Silésie autrichienne)                      | Teschen                   | 02 (Bielitz)                                          | Carl van der Straß                             |       | Sans étiquette    |
| Empire d'Autriche (Silésie autrichienne)                      | Teschen                   | 02 (Bielitz)                                          | Carl Friedrich Kotschy                         |       | Deutscher Hof     |
| Empire d'Autriche (Silésie autrichienne)                      | Teschen                   | 03 (Schlesisch Ostrau)                                | Adolph Kollaczek                               |       | Donnersberg       |
| Empire d'Autriche (Silésie autrichienne)                      | Troppau                   | 01 (Troppau)                                          | Joseph Lausch                                  |       | Sans étiquette    |
| Empire d'Autriche (Silésie autrichienne)                      | Troppau                   | 02 (Bennisch)                                         | Hermann Kudlich                                |       | Deutscher Hof     |
| Empire d'Autriche (Silésie autrichienne)                      | Troppau                   | 03 (Jägerndorf)                                       | Franz Florian Goebel                           |       | Sans étiquette    |
| Empire d'Autriche (Silésie autrichienne)                      | Troppau                   | 04 (Weidenau)                                         | Albert Trampusch                               |       | Deutscher Hof     |
| Royaume de Bavière                                            | Haute-Bavière             | 01 (Munich I)                                         | Friedrich von Hermann                          |       | Württemberger Hof |
| Royaume de Bavière                                            | Haute-Bavière             | 02 (Munich II)                                        | Jakob Philipp Fallmerayer                      |       | Württemberger Hof |
| Royaume de Bavière                                            | Haute-Bavière             | 03 (Erding)                                           | Hermann von Beisler                            |       | Café Milani       |
| Royaume de Bavière                                            | Haute-Bavière             | 04 (Weilheim (de))                                    | Ludwig Lucas von Gombart                       |       | Café Milani       |
| Royaume de Bavière                                            | Haute-Bavière             | 05 (Bruck)                                            | Friedrich von Hegnenberg-Dux                   |       | Landsberg         |
| Royaume de Bavière                                            | Haute-Bavière             | 05 (Bruck)                                            | Karl Kleinschrod                               |       | Pariser Hof       |
| Royaume de Bavière                                            | Haute-Bavière             | 05 (Bruck)                                            | Joseph von Xylander                            |       | Sans étiquette    |
| Royaume de Bavière                                            | Haute-Bavière             | 06 (Rosenheim)                                        | Johann Nepomuk Sepp                            |       | Café Milani       |
| Royaume de Bavière                                            | Haute-Bavière             | 07 (Aichach (de))                                     | Johann Baptist Eduard Graf                     |       | Casino            |
| Royaume de Bavière                                            | Haute-Bavière             | 08 (Ingolstadt)                                       | Georg von Grundner                             |       | Pariser Hof       |
| Royaume de Bavière                                            | Haute-Bavière             | 09 (Moosburg)                                         | Max Joseph Ruhwandl                            |       | Landsberg         |
| Royaume de Bavière                                            | Haute-Bavière             | 09 (Moosburg)                                         | Sebastian Franz von Daxenberger                |       | Casino            |
| Royaume de Bavière                                            | Haute-Bavière             | 10 (Burghausen)                                       | Max von Neumayr                                |       | Casino            |
| Royaume de Bavière                                            | Haute-Bavière             | 11 (Traunstein)                                       | Anton von Schauß                               |       | Landsberg         |
| Royaume de Bavière                                            | Basse-Bavière             | 01 (Landshut)                                         | Johann Baptist von Zenetti                     |       | Casino            |
| Royaume de Bavière                                            | Basse-Bavière             | 01 (Landshut)                                         | Christian Pfeufer                              |       | Augsburger Hof    |
| Royaume de Bavière                                            | Basse-Bavière             | 02 (Abensberg)                                        | Ernst von Lasaulx                              |       | Café Milani       |
| Royaume de Bavière                                            | Basse-Bavière             | 03 (Straubing)                                        | Carl Ludwig Arndts                             |       | Casino            |
| Royaume de Bavière                                            | Basse-Bavière             | 04 (Landau-sur-l'Isar (de))                           | Ignaz Döllinger                                |       | Café Milani       |
| Royaume de Bavière                                            | Basse-Bavière             | 05 (Pfarrkirchen (de))                                | Carl Ostermünchner                             |       | Württemberger Hof |
| Royaume de Bavière                                            | Basse-Bavière             | 05 (Pfarrkirchen (de))                                | Franz Hofer                                    |       | Sans étiquette    |
| Royaume de Bavière                                            | Basse-Bavière             | 06 (Passau)                                           | Ferdinand Haubenschmidt                        |       | Casino            |
| Royaume de Bavière                                            | Basse-Bavière             | 07 (Wolfstein (de))                                   | Friedrich von Wulffen                          |       | Café Milani       |
| Royaume de Bavière                                            | Basse-Bavière             | 08 (Deggendorf)                                       | Georg Phillips                                 |       | Sans étiquette    |
| Royaume de Bavière                                            | Basse-Bavière             | 09 (Viechtach (de))                                   | Mathias Obermüller                             |       | Café Milani       |
| Royaume de Bavière                                            | Palatinat                 | 01 (Bergzabern (de))                                  | Philipp Umbscheiden                            |       | Nürnberger Hof    |
| Royaume de Bavière                                            | Palatinat                 | 02 (Frankenthal)                                      | Carl Alexander Spatz                           |       | Deutscher Hof     |
| Royaume de Bavière                                            | Palatinat                 | 03 (Hombourg (de))                                    | Gustav Adolf Gulden                            |       | Deutscher Hof     |
| Royaume de Bavière                                            | Palatinat                 | 04 (Kaiserslautern)                                   | Nicolaus Schmitt                               |       | Deutscher Hof     |
| Royaume de Bavière                                            | Palatinat                 | 04 (Kaiserslautern)                                   | Carl Adolph Ritter                             |       | Sans étiquette    |
| Royaume de Bavière                                            | Palatinat                 | 05 (Kirchheimbolanden (de))                           | Joseph Martin Reichard (de)                    |       | Donnersberg       |
| Royaume de Bavière                                            | Palatinat                 | 05 (Kirchheimbolanden (de))                           | Theodor Berkmann                               |       | Donnersberg       |
| Royaume de Bavière                                            | Palatinat                 | 06 (Landau (de))                                      | Maximilian Glaß                                |       | Westendhall       |
| Royaume de Bavière                                            | Palatinat                 | 06 (Landau (de))                                      | August Ferdinand Culmann                       |       | Donnersberg       |
| Royaume de Bavière                                            | Palatinat                 | 07 (Lauterecken)                                      | Friedrich Schüler                              |       | Donnersberg       |
| Royaume de Bavière                                            | Palatinat                 | 08 (Neustadt-en-Haardt (de))                          | Rudolph Eduard Christmann                      |       | Deutscher Hof     |
| Royaume de Bavière                                            | Palatinat                 | 09 (Spire)                                            | Georg Friedrich Kolb                           |       | Deutscher Hof     |
| Royaume de Bavière                                            | Palatinat                 | 10 (Deux-Ponts (de))                                  | Franz Tafel                                    |       | Deutscher Hof     |
| Royaume de Bavière                                            | Haut-Palatinat            | 01 (Ratisbonne)                                       | Adolf von Zerzog                               |       | Württemberger Hof |
| Royaume de Bavière                                            | Haut-Palatinat            | 02 (Neumarkt)                                         | Leonhard Friederich                            |       | Sans étiquette    |
| Royaume de Bavière                                            | Haut-Palatinat            | 03 (Amberg)                                           | Joseph Pözl                                    |       | Württemberger Hof |
| Royaume de Bavière                                            | Haut-Palatinat            | 03 (Amberg)                                           | Friedrich von Podewils                         |       | Sans étiquette    |
| Royaume de Bavière                                            | Haut-Palatinat            | 04 (Neunburg (de))                                    | Anton von Nagel zu Aichberg                    |       | Café Milani       |
| Royaume de Bavière                                            | Haut-Palatinat            | 05 (Cham)                                             | Karl von Schrenck                              |       | Café Milani       |
| Royaume de Bavière                                            | Haut-Palatinat            | 06 (Weiden)                                           | August Reitmayr                                |       | Württemberger Hof |
| Royaume de Bavière                                            | Haut-Palatinat            | 07 (Tirschenreuth)                                    | Gustav Schlör                                  |       | Württemberger Hof |
| Royaume de Bavière                                            | Haut-Palatinat            | 07 (Tirschenreuth)                                    | Johann Baptist Anton Wimmer                    |       | Sans étiquette    |
| Royaume de Bavière                                            | Haute-Franconie           | 01 (Bayreuth)                                         | Gottlieb Keim                                  |       | Sans étiquette    |
| Royaume de Bavière                                            | Haute-Franconie           | 01 (Bayreuth)                                         | Johann Eberhard Käfferlein                     |       | Württemberger Hof |
| Royaume de Bavière                                            | Haute-Franconie           | 02 (Bamberg)                                          | Nikolaus Titus                                 |       | Deutscher Hof     |
| Royaume de Bavière                                            | Haute-Franconie           | 03 (Hof)                                              | Heinrich Gebhardt                              |       | Sans étiquette    |
| Royaume de Bavière                                            | Haute-Franconie           | 03 (Hof)                                              | Carl von Giech                                 |       | Casino            |
| Royaume de Bavière                                            | Haute-Franconie           | 04 (Wunsiedel)                                        | Gustav Blumröder                               |       | Westendhall       |
| Royaume de Bavière                                            | Haute-Franconie           | 05 (Kronach)                                          | Wilhelm Joseph Behr                            |       | Sans étiquette    |
| Royaume de Bavière                                            | Haute-Franconie           | 05 (Kronach)                                          | Carl Mertel                                    |       | Sans étiquette    |
| Royaume de Bavière                                            | Haute-Franconie           | 06 (Kulmbach)                                         | Johann Friedrich Schneider                     |       | Württemberger Hof |
| Royaume de Bavière                                            | Haute-Franconie           | 06 (Kulmbach)                                         | Johann Christoph Carl Gebhard                  |       | Sans étiquette    |
| Royaume de Bavière                                            | Haute-Franconie           | 07 (Pottenstein)                                      | Joseph Gangkofner                              |       | Sans étiquette    |
| Royaume de Bavière                                            | Haute-Franconie           | 07 (Pottenstein)                                      | Johann Paul Herzog                             |       | Augsburger Hof    |
| Royaume de Bavière                                            | Haute-Franconie           | 08 (Forchheim)                                        | Friedrich Carl Burkart                         |       | Augsburger Hof    |
| Royaume de Bavière                                            | Haute-Franconie           | 08 (Forchheim)                                        | Wilhelm Bachmaier                              |       | Sans étiquette    |
| Royaume de Bavière                                            | Moyenne-Franconie         | 01 (Ansbach)                                          | Heinrich von Künßberg                          |       | Casino            |
| Royaume de Bavière                                            | Moyenne-Franconie         | 02 (Nuremberg)                                        | Wilhelm Friedrich Christian Gustav Krafft      |       | Casino            |
| Royaume de Bavière                                            | Moyenne-Franconie         | 03 (Fürth)                                            | Conrad Gebhardt                                |       | Casino            |
| Royaume de Bavière                                            | Moyenne-Franconie         | 03 (Fürth)                                            | Johannes Zeltner                               |       | Landsberg         |
| Royaume de Bavière                                            | Moyenne-Franconie         | 04 (Erlangen)                                         | Christian Carl Glück                           |       | Sans étiquette    |
| Royaume de Bavière                                            | Moyenne-Franconie         | 04 (Erlangen)                                         | Moritz Stöcker                                 |       | Württemberger Hof |
| Royaume de Bavière                                            | Moyenne-Franconie         | 04 (Erlangen)                                         | Ferdinand Lammers                              |       | Landsberg         |
| Royaume de Bavière                                            | Moyenne-Franconie         | 05 (Windsheim)                                        | Johann Friedrich Christoph Bauer               |       | Landsberg         |
| Royaume de Bavière                                            | Moyenne-Franconie         | 06 (Dinkelsbühl (de))                                 | Hans von Raumer                                |       | Württemberger Hof |
| Royaume de Bavière                                            | Moyenne-Franconie         | 07 (Eichstätt)                                        | Friedrich Thinnes                              |       | Casino            |
| Royaume de Bavière                                            | Moyenne-Franconie         | 08 (Ellingen)                                         | Friedrich Wilhelm Stahl                        |       | Württemberger Hof |
| Royaume de Bavière                                            | Basse-Franconie           | 01 (Arnstein)                                         | Andreas Bernhard Quante                        |       | Casino            |
| Royaume de Bavière                                            | Basse-Franconie           | 01 (Arnstein)                                         | Johann Jacob Lauk                              |       | Sans étiquette    |
| Royaume de Bavière                                            | Basse-Franconie           | 02 (Aschaffenbourg)                                   | Daniel Ernst Müller                            |       | Westendhall       |
| Royaume de Bavière                                            | Basse-Franconie           | 03 (Bischofsheim)                                     | Heinrich Schubert                              |       | Sans étiquette    |
| Royaume de Bavière                                            | Basse-Franconie           | 04 (Stadtprozelten)                                   | Friedrich Daniel Bassermann                    |       | Casino            |
| Royaume de Bavière                                            | Basse-Franconie           | 05 (Hofheim)                                          | Carl Franz Wilhelm Edel                        |       | Casino            |
| Royaume de Bavière                                            | Basse-Franconie           | 06 (Kitzingen)                                        | Philipp Geigel                                 |       | Westendhall       |
| Royaume de Bavière                                            | Basse-Franconie           | 07 (Schweinfurt)                                      | Konrad Cucumus                                 |       | Sans étiquette    |
| Royaume de Bavière                                            | Basse-Franconie           | 08 (Gemünden (de))                                    | Nicolaus Joseph Eckart                         |       | Casino            |
| Royaume de Bavière                                            | Souabe                    | 01 (Augsbourg)                                        | Adolph Xaver Paur                              |       | Württemberger Hof |
| Royaume de Bavière                                            | Souabe                    | 02 (Dillingen)                                        | Remigius Vogel                                 |       | Casino            |
| Royaume de Bavière                                            | Souabe                    | 03 ( Donauwörth (de))                                 | Joseph Weber                                   |       | Pariser Hof       |
| Royaume de Bavière                                            | Souabe                    | 04 (Guntzbourg)                                       | Georg Jacob Stockinger                         |       | Westendhall       |
| Royaume de Bavière                                            | Souabe                    | 05 (Kaufbeuren (de))                                  | Marquard Adolph Barth                          |       | Württemberger Hof |
| Royaume de Bavière                                            | Souabe                    | 06 (Kempten-en-Allgäu (de))                           | Johann Baptist Haggenmüller                    |       | Württemberger Hof |
| Royaume de Bavière                                            | Souabe                    | 07 (Memmingen (de))                                   | Thomas Mayer                                   |       | Westendhall       |
| Royaume de Bavière                                            | Souabe                    | 08 (Nördlingen (de))                                  | Hermann von Rotenhan                           |       | Café Milani       |
| Royaume de Bavière                                            | Souabe                    | 09 (Weiler-Lindau)                                    | Karl Kirchgessner                              |       | Württemberger Hof |
| Royaume de Saxe                                               |                           | 01 (Zittau)                                           | Adolf Ernst Hensel                             |       | Deutscher Hof     |
| Royaume de Saxe                                               |                           | 01 (Zittau)                                           | August Hoffmann                                |       | Deutscher Hof     |
| Royaume de Saxe                                               |                           | 01 (Zittau)                                           | Heinrich Julius Kaemmel                        |       | Sans étiquette    |
| Royaume de Saxe                                               |                           | 02 (Löbau)                                            | Wilhelm August Zöllner                         |       | Casino            |
| Royaume de Saxe                                               |                           | 02 (Löbau)                                            | Johann Friedrich Hohlfeld                      |       | Sans étiquette    |
| Royaume de Saxe                                               |                           | 03 (Bautzen)                                          | Paul Hermann                                   |       | Casino            |
| Royaume de Saxe                                               |                           | 03 (Bautzen)                                          | Friedrich Karl Gustav Stieber                  |       | Casino            |
| Royaume de Saxe                                               |                           | 04 (Hayn)                                             | Julius Scharre                                 |       | Deutscher Hof     |
| Royaume de Saxe                                               |                           | 05 (Grimma)                                           | Julius Theodor Schmidt                         |       | Donnersberg       |
| Royaume de Saxe                                               |                           | 05 (Grimma)                                           | Carl Ludwig Langbein                           |       | Deutscher Hof     |
| Royaume de Saxe                                               |                           | 06 (Leipzig)                                          | Robert Blum                                    |       | Deutscher Hof     |
| Royaume de Saxe                                               |                           | 06 (Leipzig)                                          | Heinrich Wuttke                                |       | Württemberger Hof |
| Royaume de Saxe                                               |                           | 07 (Borna)                                            | Carl Wilhelm Otto Koch                         |       | Augsburger Hof    |
| Royaume de Saxe                                               |                           | 08 (Rochlitz)                                         | Franz Heisterbergk                             |       | Deutscher Hof     |
| Royaume de Saxe                                               |                           | 08 (Rochlitz)                                         | Johann Gottlieb Helbig                         |       | Sans étiquette    |
| Royaume de Saxe                                               |                           | 09 (Döbeln)                                           | Julius von Dieskau                             |       | Deutscher Hof     |
| Royaume de Saxe                                               |                           | 10 (Glauchau)                                         | Georg Günther                                  |       | Donnersberg       |
| Royaume de Saxe                                               |                           | 11 (Zwickau)                                          | Karl Biedermann                                |       | Württemberger Hof |
| Royaume de Saxe                                               |                           | 12 (Plauen)                                           | Franz August Mammen                            |       | Deutscher Hof     |
| Royaume de Saxe                                               |                           | 13 (Oelsnitz)                                         | Wilhelm Adolph von Trützschler                 |       | Deutscher Hof     |
| Royaume de Saxe                                               |                           | 14 (Schwarzenberg)                                    | Carl Theodor Dietzsch                          |       | Donnersberg       |
| Royaume de Saxe                                               |                           | 15 (Annaberg)                                         | Otto von Watzdorf                              |       | Deutscher Hof     |
| Royaume de Saxe                                               |                           | 15 (Annaberg)                                         | Christian Friedrich Schubert                   |       | Sans étiquette    |
| Royaume de Saxe                                               |                           | 16 (Zschopau)                                         | Carl Friedrich Metzler                         |       | Sans étiquette    |
| Royaume de Saxe                                               |                           | 16 (Zschopau)                                         | Ernst Leonhard Heubner                         |       | Deutscher Hof     |
| Royaume de Saxe                                               |                           | 17 (Frauenstein)                                      | Otto Leonhard Heubner                          |       | Deutscher Hof     |
| Royaume de Saxe                                               |                           | 17 (Frauenstein)                                      | Ernst Ludwig Maukisch                          |       | Sans étiquette    |
| Royaume de Saxe                                               |                           | 18 (Chemnitz)                                         | Bernhard Eisenstuck                            |       | Deutscher Hof     |
| Royaume de Saxe                                               |                           | 19 (Freiberg)                                         | Hermann Joseph                                 |       | Donnersberg       |
| Royaume de Saxe                                               |                           | 19 (Freiberg)                                         | Hans Alfred Erbe                               |       | Donnersberg       |
| Royaume de Saxe                                               |                           | 20 (Meissen)                                          | Carl Hugo Tzschucke                            |       | Deutscher Hof     |
| Royaume de Saxe                                               |                           | 20 (Meissen)                                          | Gustav Moritz Hallbauer                        |       | Deutscher Hof     |
| Royaume de Saxe                                               |                           | 21 (Dresde-Vieille-ville)                             | Franz Jacob Wigard                             |       | Deutscher Hof     |
| Royaume de Saxe                                               |                           | 22 (Pirna)                                            | Emil Adolf Roßmäßler                           |       | Deutscher Hof     |
| Royaume de Saxe                                               |                           | 23 (Dresde-Nouvelle-ville)                            | Friedrich Theophil Hensel                      |       | Deutscher Hof     |
| Royaume de Saxe                                               |                           | 24 (Stolpen)                                          | Wilhelm Schaffrath                             |       | Deutscher Hof     |
| Royaume de Wurtemberg                                         | Danube                    | 01 (Göppingen (de))                                   | Friedrich Römer                                |       | Sans étiquette    |
| Royaume de Wurtemberg                                         | Danube                    | 01 (Göppingen (de))                                   | Georg Christian Philipp Friedrich Seefried     |       | Sans étiquette    |
| Royaume de Wurtemberg                                         | Danube                    | 02 (Ulm)                                              | Konrad Dietrich Haßler                         |       | Westendhall       |
| Royaume de Wurtemberg                                         | Danube                    | 02 (Ulm)                                              | Philipp Ludwig Adam                            |       | Sans étiquette    |
| Royaume de Wurtemberg                                         | Danube                    | 03 (Biberach (de))                                    | Constantin von Waldburg-Zeil                   |       | Sans étiquette    |
| Royaume de Wurtemberg                                         | Danube                    | 04 (Ravensbourg (de))                                 | Georg Pfahler                                  |       | Deutscher Hof     |
| Royaume de Wurtemberg                                         | Danube                    | 05 (Saulgau (de))                                     | Wilhelm Wiest                                  |       | Sans étiquette    |
| Royaume de Wurtemberg                                         | Danube                    | 06 (Ehingen (de))                                     | August Friedrich Gfrörer                       |       | Casino            |
| Royaume de Wurtemberg                                         | Forêt-Noire               | 01 (Spaichingen (de))                                 | Carl Friedrich Rheinwald                       |       | Deutscher Hof     |
| Royaume de Wurtemberg                                         | Forêt-Noire               | 02 (Balingen (de))                                    | Wilhelm Heinrich Murschel                      |       | Westendhall       |
| Royaume de Wurtemberg                                         | Forêt-Noire               | 02 (Balingen (de))                                    | Friedrich Nagel                                |       | Deutscher Hof     |
| Royaume de Wurtemberg                                         | Forêt-Noire               | 03 (Oberndorf (de))                                   | Christian Frisch                               |       | Deutscher Hof     |
| Royaume de Wurtemberg                                         | Forêt-Noire               | 04 (Calw (de))                                        | Karl Mathy                                     |       | Casino            |
| Royaume de Wurtemberg                                         | Forêt-Noire               | 04 (Calw (de))                                        | Johann Georg Doertenbach                       |       | Sans étiquette    |
| Royaume de Wurtemberg                                         | Forêt-Noire               | 05 (Nagold (de))                                      | Johannes Fallati                               |       | Württemberger Hof |
| Royaume de Wurtemberg                                         | Forêt-Noire               | 06 (Rottenburg (de))                                  | Ludwig Uhland                                  |       | Sans étiquette    |
| Royaume de Wurtemberg                                         | Forêt-Noire               | 07 (Reutlingen (de))                                  | Friedrich Theodor Vischer                      |       | Württemberger Hof |
| Royaume de Wurtemberg                                         | Forêt-Noire               | 08 (Kirchheim (de))                                   | Gustav Rümelin                                 |       | Württemberger Hof |
| Royaume de Wurtemberg                                         | Forêt-Noire               | 08 (Kirchheim (de))                                   | Theodor Eisenlohr                              |       | Sans étiquette    |
| Royaume de Wurtemberg                                         | Jagst                     | 01 (Mergentheim (de))                                 | Robert von Mohl                                |       | Württemberger Hof |
| Royaume de Wurtemberg                                         | Jagst                     | 02 (Hall (de))                                        | Wilhelm Zimmermann                             |       | Deutscher Hof     |
| Royaume de Wurtemberg                                         | Jagst                     | 03 (Öhringen (de))                                    | Friedrich Rödinger                             |       | Deutscher Hof     |
| Royaume de Wurtemberg                                         | Jagst                     | 04 (Ellwangen)                                        | Georg Kauzer                                   |       | Sans étiquette    |
| Royaume de Wurtemberg                                         | Jagst                     | 04 (Ellwangen)                                        | Joseph Huck                                    |       | Sans étiquette    |
| Royaume de Wurtemberg                                         | Jagst                     | 05 (Heidenheim)                                       | Moritz Mohl                                    |       | Sans étiquette    |
| Royaume de Wurtemberg                                         | Jagst                     | 06 (Welzheim)                                         | Gottlob Tafel                                  |       | Deutscher Hof     |
| Royaume de Wurtemberg                                         | Neckar                    | 01 (Esslingen (de))                                   | Christian Friedrich Wurm                       |       | Württemberger Hof |
| Royaume de Wurtemberg                                         | Neckar                    | 01 (Esslingen (de))                                   | Karl Mayer                                     |       | Sans étiquette    |
| Royaume de Wurtemberg                                         | Neckar                    | 02 (Stuttgart (de))                                   | Paul Pfizer                                    |       | Sans étiquette    |
| Royaume de Wurtemberg                                         | Neckar                    | 02 (Stuttgart (de))                                   | Gottlob Friedrich Federer                      |       | Westendhall       |
| Royaume de Wurtemberg                                         | Neckar                    | 03 (Böblingen (de))                                   | Albert Schott                                  |       | Deutscher Hof     |
| Royaume de Wurtemberg                                         | Neckar                    | 04 (Leonberg (de))                                    | Carl August Friedrich Fetzer                   |       | Deutscher Hof     |
| Royaume de Wurtemberg                                         | Neckar                    | 05 (Besigheim (de))                                   | Adolph Gottlieb Ferdinand Schoder              |       | Württemberger Hof |
| Royaume de Wurtemberg                                         | Neckar                    | 06 (Louisbourg (de))                                  | Christoph Hoffmann                             |       | Sans étiquette    |
| Royaume de Wurtemberg                                         | Neckar                    | 06 (Louisbourg (de))                                  | Carl Wilhelm Weigle                            |       | Deutscher Hof     |
| Royaume de Wurtemberg                                         | Neckar                    | 07 (Backnang)                                         | Ferdinand Nägele                               |       | Deutscher Hof     |
| Royaume de Wurtemberg                                         | Neckar                    | 08 (Heilbronn (de))                                   | Louis Hentges                                  |       | Deutscher Hof     |
| Royaume de Wurtemberg                                         | Neckar                    | 08 (Heilbronn (de))                                   | August Klett                                   |       | Sans étiquette    |
| Royaume de Hanovre                                            | Hanovre (de)              | 01 (Hamelin (de))                                     | Carl Nicol                                     |       | Westendhall       |
| Royaume de Hanovre                                            | Hanovre (de)              | 02 (Hanovre-Ville (de))                               | Friedrich Wachsmuth                            |       | Casino            |
| Royaume de Hanovre                                            | Hanovre (de)              | 02 (Hanovre-Ville (de))                               | Karl Hoppenstedt                               |       | Augsburger Hof    |
| Royaume de Hanovre                                            | Hanovre (de)              | 02 (Hanovre-Ville (de))                               | Georg Friedrich Brackebusch                    |       | Sans étiquette    |
| Royaume de Hanovre                                            | Hanovre (de)              | 03 (Blumenau (de))                                    | Karl von Bothmer                               |       | Café Milani       |
| Royaume de Hanovre                                            | Hanovre (de)              | 04 (Nienburg (de))                                    | Carl Otto Dammers                              |       | Casino            |
| Royaume de Hanovre                                            | Hanovre (de)              | 04 (Nienburg (de))                                    | Wilhelm Behncke                                |       | Sans étiquette    |
| Royaume de Hanovre                                            | Hanovre (de)              | 05 (Sulingen)                                         | Eduard Wedekind                                |       | Casino            |
| Royaume de Hanovre                                            | Hildesheim (de)           | 06 (Göttingen (de))                                   | Heinrich Albert Zachariä                       |       | Casino            |
| Royaume de Hanovre                                            | Hildesheim (de)           | 07 (Northeim (de))                                    | Aemil Hugo                                     |       | Casino            |
| Royaume de Hanovre                                            | Hildesheim (de)           | 08 (Hildesheim (de))                                  | Hermann Adolf Lüntzel                          |       | Casino            |
| Royaume de Hanovre                                            | Hildesheim (de)           | 08 (Hildesheim (de))                                  | August Heinrich Oberg                          |       | Sans étiquette    |
| Royaume de Hanovre                                            | Hildesheim (de)           | 09 (Holle)                                            | Heinrich Ahrens                                |       | Westendhall       |
| Royaume de Hanovre                                            |                           | 10 (Clausthal)                                        | Friedrich Wilhelm von Reden                    |       | Württemberger Hof |
| Royaume de Hanovre                                            | Lunebourg (de)            | 11 (Harburg (de))                                     | Wilhelm Eduard Albrecht                        |       | Casino            |
| Royaume de Hanovre                                            | Lunebourg (de)            | 11 (Harburg (de))                                     | Karl Theodor Gravenhorst                       |       | Westendhall       |
| Royaume de Hanovre                                            | Lunebourg (de)            | 12 (Lüchow (de))                                      | August Grumbrecht                              |       | Württemberger Hof |
| Royaume de Hanovre                                            | Lunebourg (de)            | 13 (Lüne (de))                                        | Georg Theodor Meyer                            |       | Sans étiquette    |
| Royaume de Hanovre                                            | Lunebourg (de)            | 13 (Lüne (de))                                        | Carl Christoph Merkel                          |       | Casino            |
| Royaume de Hanovre                                            | Lunebourg (de)            | 13 (Lüne (de))                                        | Christian Lodemann                             |       | Sans étiquette    |
| Royaume de Hanovre                                            | Lunebourg (de)            | 14 (Celle (de))                                       | Johann Carl August Winter                      |       | Sans étiquette    |
| Royaume de Hanovre                                            | Lunebourg (de)            | 15 (Fallingbostel (de))                               | Friedrich Schmidt                              |       | Sans étiquette    |
| Royaume de Hanovre                                            | Lunebourg (de)            | 15 (Fallingbostel (de))                               | Heinrich von Quintus-Icilius                   |       | Landsberg         |
| Royaume de Hanovre                                            | Stade                     | 16 (Stade)                                            | Gottlieb Wilhelm Freudentheil                  |       | Deutscher Hof     |
| Royaume de Hanovre                                            | Stade                     | 17 (Verden)                                           | Friedrich Lang                                 |       | Landsberg         |
| Royaume de Hanovre                                            | Stade                     | 17 (Verden)                                           | Erdwin von der Horst                           |       | Sans étiquette    |
| Royaume de Hanovre                                            | Stade                     | 18 (Bremervörde)                                      | Johann Albert Dröge                            |       | Casino            |
| Royaume de Hanovre                                            | Stade                     | 18 (Bremervörde)                                      | Hermann Henrich Meier                          |       | Casino            |
| Royaume de Hanovre                                            | Stade                     | 19 (Neuhaus-sur-l'Oste)                               | Christian Heinrich Plaß                        |       | Württemberger Hof |
| Royaume de Hanovre                                            | Osnabrück (de)            | 20 (Osnabrück)                                        | Carl Theodor Breusing                          |       | Landsberg         |
| Royaume de Hanovre                                            | Osnabrück (de)            | 21 (Bersenbrück (de))                                 | Johann Hermann Detmold                         |       | Casino            |
| Royaume de Hanovre                                            | Osnabrück (de)            | 22 (Lingen)                                           | Johannes zum Sande                             |       | Pariser Hof       |
| Royaume de Hanovre                                            | Osnabrück (de)            | 23 (Sögel)                                            | Matthias Deymann                               |       | Pariser Hof       |
| Royaume de Hanovre                                            | Aurich (de)               | 24 (Leer (de))                                        | Carl Groß                                      |       | Casino            |
| Royaume de Hanovre                                            | Aurich (de)               | 25 (Emden)                                            | Ysaak Brons                                    |       | Casino            |
| Royaume de Hanovre                                            | Aurich (de)               | 26 (Esens)                                            | Johann Gerhardt Röben                          |       | Casino            |
| Grand-duché de Bade                                           |                           | 01 (Überlingen (de))                                  | Joseph Ignatz Peter                            |       | Donnersberg       |
| Grand-duché de Bade                                           |                           | 02 (Engen)                                            | Lorenz Brentano                                |       | Deutscher Hof     |
| Grand-duché de Bade                                           |                           | 03 (Villingen)                                        | Christian Kapp                                 |       | Donnersberg       |
| Grand-duché de Bade                                           |                           | 05 (Schopfheim)                                       | Salomon Fehrenbach                             |       | Donnersberg       |
| Grand-duché de Bade                                           |                           | 06 (Schönau)                                          | Ernst Friedrich Gottschalk                     |       | Sans étiquette    |
| Grand-duché de Bade                                           |                           | 07 (Fribourg)                                         | Carl Helbing                                   |       | Sans étiquette    |
| Grand-duché de Bade                                           |                           | 08 (Emmendingen)                                      | Anton Christ                                   |       | Deutscher Hof     |
| Grand-duché de Bade                                           |                           | 09 (Lahr)                                             | Franz Joseph Richter                           |       | Donnersberg       |
| Grand-duché de Bade                                           |                           | 10 (Offenbourg)                                       | Gustav Rée                                     |       | Donnersberg       |
| Grand-duché de Bade                                           |                           | 10 (Offenbourg)                                       | Maximilian Werner                              |       | Donnersberg       |
| Grand-duché de Bade                                           |                           | 11 (Achern)                                           | Dominikus Kuenzer                              |       | Donnersberg       |
| Grand-duché de Bade                                           |                           | 12 (Baden-Baden)                                      | Carl Joseph Anton Mittermaier                  |       | Württemberger Hof |
| Grand-duché de Bade                                           |                           | 13 (Karlsruhe)                                        | Karl Zittel                                    |       | Casino            |
| Grand-duché de Bade                                           |                           | 14 (Wilferdingen)                                     | Carl Theodor Welcker                           |       | Casino            |
| Grand-duché de Bade                                           |                           | 15 (Bretten)                                          | Johann Adam von Itzstein                       |       | Deutscher Hof     |
| Grand-duché de Bade                                           |                           | 16 (Mannheim)                                         | Wilhelm Sachs                                  |       | Deutscher Hof     |
| Grand-duché de Bade                                           |                           | 17 (Heidelberg (de))                                  | Karl Hagen                                     |       | Deutscher Hof     |
| Grand-duché de Bade                                           |                           | 18 (Achern)                                           | Damian Junghanns                               |       | Donnersberg       |
| Grand-duché de Bade                                           |                           | 19 (Adelsheim)                                        | Alexander von Soiron                           |       | Casino            |
| Grand-duché de Bade                                           |                           | 20 (Tauberbischofsheim (de))                          | Carl Damm                                      |       | Donnersberg       |
| Grand-duché de Hesse                                          |                           | 01 (Darmstadt (de))                                   | Wilhelm Schulz-Bodmer                          |       | Westendhall       |
| Grand-duché de Hesse                                          |                           | 02 (Umstadt)                                          | Heinrich Karl Jaup                             |       | Casino            |
| Grand-duché de Hesse                                          |                           | 02 (Umstadt)                                          | August Emmerling                               |       | Augsburger Hof    |
| Grand-duché de Hesse                                          |                           | 03 (Zwingenberg)                                      | Heinrich von Gagern                            |       | Casino            |
| Grand-duché de Hesse                                          |                           | 04 (Erbach)                                           | Ludwig Bogen                                   |       | Deutscher Hof     |
| Grand-duché de Hesse                                          |                           | 05 (Offenbach)                                        | Theodor Reh                                    |       | Deutscher Hof     |
| Grand-duché de Hesse                                          |                           | 06 (Giessen)                                          | Carl Vogt                                      |       | Deutscher Hof     |
| Grand-duché de Hesse                                          |                           | 07 (Alsfeld (de))                                     | Philipp Wilhelm Wernher                        |       | Württemberger Hof |
| Grand-duché de Hesse                                          |                           | 8 (Friedberg (de))                                    | Gustav Hofmann                                 |       | Westendhall       |
| Grand-duché de Hesse                                          |                           | 09 (Nidda)                                            | Christian Heldmann                             |       | Deutscher Hof     |
| Grand-duché de Hesse                                          |                           | 10 (Mayence)                                          | Franz Zitz                                     |       | Deutscher Hof     |
| Grand-duché de Hesse                                          |                           | 11 (Worms)                                            | Martin Mohr                                    |       | Donnersberg       |
| Grand-duché de Hesse                                          |                           | 12 (Bingen (de))                                      | Friedrich Jacob Schütz                         |       | Donnersberg       |
| Électorat de Hesse                                            |                           | 01 (Cassel)                                           | Ludwig Schwarzenberg                           |       | Westendhall       |
| Électorat de Hesse                                            |                           | 01 (Cassel)                                           | Ludwig von Baumbach zu Kirchheim               |       | Augsburger Hof    |
| Électorat de Hesse                                            |                           | 01 (Cassel)                                           | Heinrich Henkel                                |       | Württemberger Hof |
| Électorat de Hesse                                            |                           | 02 (Eschwege (de))                                    | Karl Bernhardi                                 |       | Casino            |
| Électorat de Hesse                                            |                           | 03 (Hofgeismar)                                       | Karl Wilhelm Wippermann                        |       | Casino            |
| Électorat de Hesse                                            |                           | 04 (Fritzlar (de))                                    | Heinrich Henkel                                |       | Württemberger Hof |
| Électorat de Hesse                                            |                           | 04 (Fritzlar (de))                                    | Sylvester Jordan                               |       | Württemberger Hof |
| Électorat de Hesse                                            |                           | 05 (Hersfeld (de))                                    | Carl Wilhelm Jacobi                            |       | Sans étiquette    |
| Électorat de Hesse                                            |                           | 06 (Melsungen (de))                                   | Philipp Schwarzenberg                          |       | Westendhall       |
| Électorat de Hesse                                            |                           | 07 (Ziegenhain)                                       | Adolph Cnyrim                                  |       | Württemberger Hof |
| Électorat de Hesse                                            |                           | 08 (Marbourg (de))                                    | Bruno Hildebrand                               |       | Westendhall       |
| Électorat de Hesse                                            |                           | 09 (Fulda)                                            | Valentin Joseph Werthmüller                    |       | Sans étiquette    |
| Électorat de Hesse                                            |                           | 10 (Hanau (de))                                       | August Rühl                                    |       | Donnersberg       |
| Électorat de Hesse                                            |                           | 11 (Gelnhausen (de))                                  | Johann Adam Förster                            |       | Deutscher Hof     |
| Grand-duché de Mecklembourg-Schwerin                          |                           | 01 (Rostock)                                          | Johann Friedrich Kierulff                      |       | Württemberger Hof |
| Grand-duché de Mecklembourg-Schwerin                          |                           | 02 (Wismar)                                           | Eduard Haupt                                   |       | Sans étiquette    |
| Grand-duché de Mecklembourg-Schwerin                          |                           | 02 (Wismar)                                           | Hellmuth Wöhler                                |       | Deutscher Hof     |
| Grand-duché de Mecklembourg-Schwerin                          |                           | 03 (Schwerin)                                         | Heinrich Böcler                                |       | Casino            |
| Grand-duché de Mecklembourg-Schwerin                          |                           | 04 (Boizenburg/Elbe)                                  | Ludwig Reinhard                                |       | Donnersberg       |
| Grand-duché de Mecklembourg-Schwerin                          |                           | 05 (Parchim)                                          | August Drechsler                               |       | Württemberger Hof |
| Grand-duché de Mecklembourg-Schwerin                          |                           | 06 (Güstrow)                                          | Johann Pogge                                   |       | Sans étiquette    |
| Grand-duché de Mecklembourg-Schwerin                          |                           | 06 (Güstrow)                                          | Johann Mann                                    |       | Augsburger Hof    |
| Grand-duché de Mecklembourg-Schwerin                          |                           | 07 (Waren)                                            | Albert Sprengel                                |       | Augsburger Hof    |
| Duché de Holstein                                             |                           | 01 (Heide)                                            | Hans Reimer Claussen                           |       | Westendhall       |
| Duché de Holstein                                             |                           | 02 (Itzehoe)                                          | Lucius Neergard von Bruun                      |       | Landsberg         |
| Duché de Holstein                                             |                           | 02 (Itzehoe)                                          | Wilhelm Beseler                                |       | Casino            |
| Duché de Holstein                                             |                           | 03 (Altona)                                           | Caspar Arnold Engel                            |       | Westendhall       |
| Duché de Holstein                                             |                           | 04 (Bordesholm)                                       | Georg Waitz                                    |       | Casino            |
| Duché de Holstein                                             |                           | 05 (Oldenbourg en Holstein)                           | Johann Gustav Droysen                          |       | Casino            |
| Duché de Holstein                                             |                           | 06 (Segeberg)                                         | Friedrich Christoph Dahlmann                   |       | Casino            |
| Duché de Schleswig                                            |                           | 01 (Fehmarn)                                          | Andreas Ludwig Jacob Michelsen                 |       | Casino            |
| Duché de Schleswig                                            |                           | 02 (Tondern)                                          | Jakob Gülich                                   |       | Casino            |
| Duché de Schleswig                                            |                           | 03 (Flensbourg)                                       | Karl Philipp Francke                           |       | Casino            |
| Duché de Schleswig                                            |                           | 04 (Schleswig)                                        | Christian Karl Josias von Bunsen               |       | Sans étiquette    |
| Duché de Schleswig                                            |                           | 04 (Schleswig)                                        | Magnus Friedrich Steindorff                    |       | Augsburger Hof    |
| Duché de Schleswig                                            |                           | 05 (Husum)                                            | Heinrich Carl Esmarch                          |       | Augsburger Hof    |
| Duché de Nassau                                               |                           | 01 (Rennerod)                                         | Carl Schenck                                   |       | Sans étiquette    |
| Duché de Nassau                                               |                           | 02 (Montabaur)                                        | Maximilian von Gagern                          |       | Casino            |
| Duché de Nassau                                               |                           | 03 (Limbourg)                                         | Friedrich Gottlieb Schulz                      |       | Westendhall       |
| Duché de Nassau                                               |                           | 04 (Nastätten)                                        | Friedrich Wilhelm Schepp                       |       | Casino            |
| Duché de Nassau                                               |                           | 05 (Königstein)                                       | Carl Hehner                                    |       | Westendhall       |
| Duché de Nassau                                               |                           | 06 (Wiesbaden)                                        | August Hergenhahn                              |       | Casino            |
| Grand-duché d'Oldenbourg                                      |                           | 01 (Oldenbourg (de))                                  | Dietrich Christian von Buttel                  |       | Landsberg         |
| Grand-duché d'Oldenbourg                                      |                           | 02 (Birkenfeld)                                       | Maximilian Heinrich Rüder                      |       | Casino            |
| Grand-duché d'Oldenbourg                                      |                           | 03 (Jever (de))                                       | Georg Friedrich Mölling                        |       | Deutscher Hof     |
| Grand-duché d'Oldenbourg                                      |                           | 04 (Vechta (de)-Cloppenburg (de))                     | Franz Tappehorn                                |       | Pariser Hof       |
| Grand-duché d'Oldenbourg                                      |                           | 05 (Kniphausen)                                       | Hillart Cropp                                  |       | Württemberger Hof |
| Duché de Brunswick                                            |                           | 01 (Brunswick-Campagne (de))                          | August Hollandt                                |       | Landsberg         |
| Duché de Brunswick                                            |                           | 02 (Wolfenbüttel)                                     | Gustav Langerfeldt                             |       | Casino            |
| Duché de Brunswick                                            |                           | 03 (Brunswick-Ville)                                  | Carl Heinrich Jürgens                          |       | Casino            |
| Duché de Brunswick                                            |                           | 04 (Holzminden)                                       | Friedrich Stolle                               |       | Casino            |
| Duché de Brunswick                                            |                           | 04 (Holzminden)                                       | Wilhelm Erdmann Florian von Thielau            |       | Casino            |
| Grand-duché de Saxe-Weimar-Eisenach                           |                           | 01 (Weimar (de))                                      | Oskar von Wydenbrugk                           |       | Württemberger Hof |
| Grand-duché de Saxe-Weimar-Eisenach                           |                           | 02 (Eisenach (de))                                    | Wilhelm Weißenborn                             |       | Württemberger Hof |
| Grand-duché de Saxe-Weimar-Eisenach                           |                           | 02 (Eisenach (de))                                    | Philipp Enders                                 |       | Sans étiquette    |
| Grand-duché de Saxe-Weimar-Eisenach                           |                           | 03 (Iéna)                                             | Christian Schüler                              |       | Deutscher Hof     |
| Grand-duché de Saxe-Weimar-Eisenach                           |                           | 04 (Neustadt-sur-l'Orla (de))                         | Wilhelm Gustav Eduard Fischer                  |       | Casino            |
| Duché de Saxe-Meiningen                                       |                           | 01 (Meiningen (de))                                   | Julius Hoffmann                                |       | Deutscher Hof     |
| Duché de Saxe-Meiningen                                       |                           | 01 (Meiningen (de))                                   | Werner Johannes                                |       | Württemberger Hof |
| Duché de Saxe-Meiningen                                       |                           | 02 (Sonneberg)                                        | Richard Liebmann                               |       | Württemberger Hof |
| Duché de Saxe-Meiningen                                       |                           | 02 (Sonneberg)                                        | Louis Müller                                   |       | Württemberger Hof |
| Duché de Saxe-Altenbourg                                      |                           |                                                       | Bernhard von Lindenau                          |       | Sans étiquette    |
| Duché de Saxe-Altenbourg                                      |                           |                                                       | Carl Victor Sonnenkalb                         |       | Sans étiquette    |
| Duché de Saxe-Altenbourg                                      |                           |                                                       | Friedrich Schlutter                            |       | Donnersberg       |
| Duché de Saxe-Altenbourg                                      |                           |                                                       | Friedrich August Fritzsche                     |       | Casino            |
| Duché de Saxe-Cobourg et Gotha                                |                           | 01 (Cobourg)                                          | Moriz Adolph Briegleb                          |       | Casino            |
| Duché de Saxe-Cobourg et Gotha                                |                           | 02 (Gotha)                                            | Friedrich Gottlieb Becker                      |       | Casino            |
| Luxembourg                                                    |                           |                                                       | Emmanuel Servais                               |       | Sans étiquette    |
| Luxembourg                                                    |                           |                                                       | Charles Munchen                                |       | Casino            |
| Luxembourg                                                    |                           |                                                       | Jean-Jacques Willmar                           |       | Sans étiquette    |
| Luxembourg                                                    |                           |                                                       | Johann Boch-Buschmann                          |       | Sans étiquette    |
| Principauté de Reuss branche aînée                            |                           | 01 (Greiz (de))                                       | Ludwig Bonardy                                 |       | Württemberger Hof |
| Principauté de Reuss branche aînée                            |                           | 01 (Greiz (de))                                       | Ferdinand Schröder                             |       | Deutscher Hof     |
| Principauté Reuss branche cadette                             |                           | 01 (Hirschberg)                                       | August Thieme                                  |       | Deutscher Hof     |
| Principauté Reuss branche cadette                             |                           | 01 (Hirschberg)                                       | Johann Georg August Wirth                      |       | Deutscher Hof     |
| Principauté Reuss branche cadette                             |                           | 01 (Hirschberg)                                       | Julius Fröbel                                  |       | Donnersberg       |
| Principauté de Hohenzollern-Hechingen                         |                           | 01 (Hechingen)                                        | Josef Blumenstetter                            |       | Sans étiquette    |
| Principauté de Hohenzollern-Hechingen                         |                           | 01 (Hechingen)                                        | Johann Georg Baur                              |       | Westendhall       |
| Principauté de Hohenzollern-Sigmaringen                       |                           | 01 (Sigmaringen)                                      | Joseph Sprißler                                |       | Sans étiquette    |
| Principauté de Hohenzollern-Sigmaringen                       |                           | 01 (Sigmaringen)                                      | Otto Carl Würth                                |       | Deutscher Hof     |
| Grand-duché de Mecklembourg-Strelitz                          |                           | 01 (Neustrelitz)                                      | Friedrich Genzken                              |       | Casino            |
| Grand-duché de Mecklembourg-Strelitz                          |                           | 01 (Neustrelitz)                                      | Johann Heinrich Thöl                           |       | Augsburger Hof    |
| Duché d'Anhalt-Dessau                                         |                           |                                                       | Carl Friedrich Grimmert                        |       | Sans étiquette    |
| Duché d'Anhalt-Dessau                                         |                           |                                                       | Carl Adolph Felix Aue                          |       | Sans étiquette    |
| Duché d'Anhalt-Dessau                                         |                           |                                                       | Julius Carl Pannier                            |       | Augsburger Hof    |
| Duché d'Anhalt-Köthen                                         |                           |                                                       | Andreas Cramer                                 |       | Sans étiquette    |
| Duché d'Anhalt-Bernbourg                                      |                           |                                                       | Friedrich Wilhelm Conrad Zachariä              |       | Casino            |
| Duché de Limbourg                                             |                           | 01 (Ruremonde)                                        | Jan Lodewijk van Scherpenzeel Heusch           |       | Württemberger Hof |
| Duché de Limbourg                                             |                           | 02 (Fauquemont-sur-Gueule)                            | Alexander Lodewijk Schoenmaeckers              |       | Sans étiquette    |
| Hambourg                                                      |                           |                                                       | Johann Gustav Heckscher                        |       | Casino            |
| Hambourg                                                      |                           |                                                       | Ernst Merck                                    |       | Café Milani       |
| Hambourg                                                      |                           |                                                       | Edgar Daniel Roß                               |       | Café Milani       |
| Hambourg                                                      |                           |                                                       | Gustav Godeffroy                               |       | Augsburger Hof    |
| Lübeck                                                        |                           |                                                       | Ludwig Heinrich Wiederhold                     |       | Sans étiquette    |
| Lübeck                                                        |                           |                                                       | Ernst Deecke                                   |       | Casino            |
| Brême                                                         |                           |                                                       | Carl Theodor Gevekoht                          |       | Casino            |
| Principauté de Schwarzbourg-Rudolstadt                        |                           |                                                       | Friedrich Carl Hönniger                        |       | Deutscher Hof     |
| Principauté de Schwarzbourg-Sondershausen                     |                           |                                                       | August Blumröder                               |       | Westendhall       |
| Principauté de Schwarzbourg-Sondershausen                     |                           |                                                       | Adolph August Hirschberg                       |       | Württemberger Hof |
| Liechtenstein                                                 |                           | 01 (Vaduz)                                            | Peter Kaiser                                   |       | Westendhall       |
| Liechtenstein                                                 |                           | 01 (Vaduz)                                            | Karl Schädler                                  |       | Sans étiquette    |
| Landgraviat de Hesse-Hombourg                                 |                           |                                                       | Jacob Venedey                                  |       | Deutscher Hof     |
| Duché de Saxe-Lauenbourg                                      |                           |                                                       | Gabriel Riesser                                |       | Württemberger Hof |
| Principauté de Waldeck-Pyrmont                                |                           | 01 (Korbach-Wildungen-Arolsen)                        | Hermann Backhaus                               |       | Württemberger Hof |
| Principauté de Schaumbourg-Lippe                              |                           | 01 (Bückeburg (de))                                   | Gustav Karl Wilhelm Siemens                    |       | Casino            |
| Principauté de Lippe                                          |                           | 01 (Lage)                                             | Heinrich Schierenberg                          |       | Württemberger Hof |